# Italiaans voetbalelftal (mannen)
Het Italiaans voetbalelftal is een team van voetballers dat Italië vertegenwoordigt in internationale wedstrijden. De bijnaam is La Squadra Azzurra (Het blauwe team) of het daarvan afgeleide Azzurri (Blauwen).
Italië werd viermaal wereldkampioen: in 1934, 1938, 1982, 2006 en tweemaal Europees kampioen in 1968 en in 2020. Een traditie binnen het Italiaans voetbalelftal is dat de speler met de meeste gespeelde wedstrijden voor het team, automatisch de aanvoerder is.
Ter gelegenheid van het honderdjarige bestaan van de Italiaanse voetbalbond speelde de Italiaanse selectie op 16 december 1998 in het Olympisch Stadion een vriendschappelijke wedstrijd tegen een FIFA-wereldelftal. Het duel onder leiding van de Franse scheidsrechter Rémi Harrel geldt als een officiële interland voor de Italiaanse bond; zo maakte aanvaller Marco Delvecchio zijn officiële debuut voor de Azzurri. Hij viel in de rust in voor Filippo Inzaghi (Juventus FC). Italië won de jubileumwedstrijd met 6-2 door treffers van achtereenvolgens Filippo Inzaghi, Eusebio Di Francesco, Diego Fuser en Enrico Chiesa (3). Voor het wereldelftal scoorden Gabriel Batistuta en George Weah.

## Geschiedenis

### 1910 - 1940 Het Mussolini-tijdperk, twee WK-titels

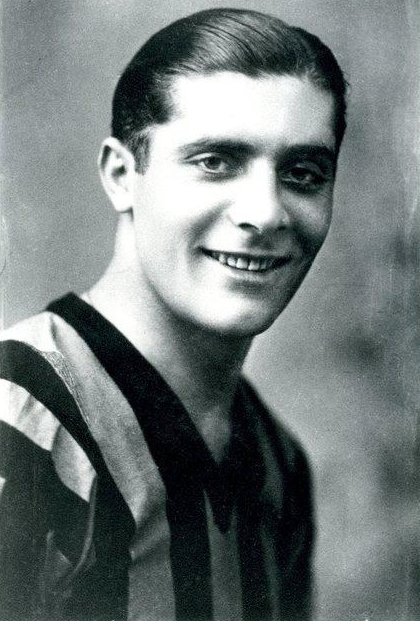
Giuseppe Meazza

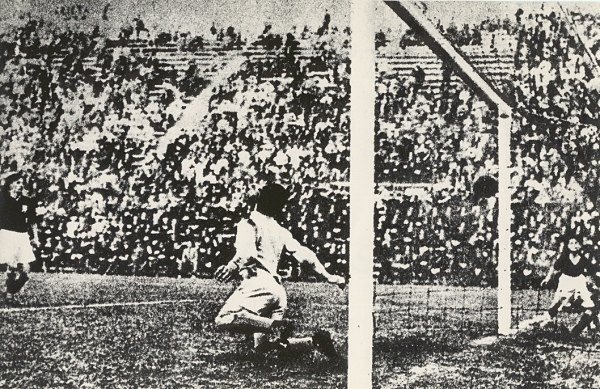
Angelo Schiavio scoort in de WK finale van 1934 tegen Tsjecho-Slowakije

In 1910 speelde Italië zijn eerste wedstrijd, Frankrijk werd met 6-2 verslagen. In de jaren twintig deed Italië voor de eerste keer mee aan de Olympische Spelen, zowel in 1920 als in 1924 werd Italië in de kwartfinales verslagen door respectievelijk Frankrijk en Zwitserland. Het eerste succes was in 1928 op de Olympische Spelen in Amsterdam. Via overwinningen op Frankrijk en Spanje werd de halve finale gehaald, waar regerend olympisch kampioen Uruguay met 3-2 te sterk was. De bronzen medaille werd veroverd na een 11-3-zege op Egypte, zowel Schiavio als Banchero als Magnozzi scoorden drie doelpunten.

#### WK 1934
In 1934 werd het tweede WK in Italië georganiseerd. Voor de enige keer in de historie moest het gastland kwalificatiewedstrijden spelen, tegenstander Griekenland werd thuis met 4-0 verslagen. Italië had geen zin de uitwedstrijd te spelen en op last van de Italiaanse bond trok Griekenland zich terug, als tegenprestatie kocht Italië in Athene een gebouw dat door de noodlijdende Griekse voetbalbond als bondsgebouw gebruikt kon worden. Belangrijke troeven van de Italiaanse ploeg waren aanvaller Giuseppe Meazza en Luis Monti, die vier jaar daarvoor als speler van Argentinië al een WK-finale speelde (4-2 verlies tegen Uruguay) en als aanvoerder van Juventus een Italiaans paspoort kreeg. De druk op de ploeg was immens, want dictator Benito Mussolini zag het toernooi als een propaganda-middel en eiste de wereldtitel. In de eerste ronde was er weinig moeite de Verenigde Staten met 7-1 te verslaan. De kwartfinale tegen Spanje was een hard duel, waarbij de Spaanse doelman Ricardo Zamora dusdanig verwond werd, waardoor hij in het toernooi niet meer in actie zou komen. De Italiaan Mario Pizziolo brak zijn been en zou nooit meer in actie komen voor het nationale team. De wedstrijd eindigde in 1-1 en ook de replay was een hard duel, waarbij drie Spanjaarden geblesseerd zouden uitvallen. De Zwitserse scheidsrechter René Mercet werd na deze wedstrijd door de FIFA voor het leven geschorst voor internationale wedstrijden. Italië won met 1-0 door een doelpunt van Meazza. In de halve finale was Oostenrijk de tegenstander, het "Wunderteam" gold als het sterkste team van de eerste helft van de jaren dertig. Italië kwam snel op een 1-0-voorsprong en hield die voorsprong vast, mede door partijdig fluiten van de Zweedse scheidsrechter Ivan Eklind. Eklind mocht op aandringen van Mussolini als "beloning" de finale tegen Tsjecho-Slowakije fluiten. De finale bleef tot een kwartier voor tijd doelpuntloos, totdat Antonín Puč de Tsjechen op voorsprong bracht, Raimundo Orsi zorgde voor de gelijkmaker. In de verlenging zorgde Angelo Schiavio voor de winnende treffer, waarna Mussolini de WK-titel vierde als zijn persoonlijke winst.

#### WK 1938
Italië won in 1936 met een compleet ander team de Olympische Spelen van Berlijn, in de finale werd Oostenrijk met 2-1 in de verlengingen verslagen, Annibale Frossi scoorde beide doelpunten, hij was met zeven treffers topscorer van het toernooi. Italië kreeg in 1938 de kans de WK-titel zonder thuisvoordeel te veroveren, belangrijkste wijziging in de ploeg was de aanwezigheid van Silvio Piola, die met aanvoerder Giuseppe Meazza en Giovanni Ferrari een gevreesde voorhoede vormde. In de achtste finale werd Noorwegen pas in de verlenging verslagen, Piola scoorde het winnende doelpunt. In de kwartfinale werd gastland Frankrijk met 3-1 verslagen, Piola was opnieuw beslissend met twee doelpunten. In de halve finale profiteerde Italië van onderschatting van Brazilië, de Braziliaans coach spaarde de topscorer van het toernooi Leônidas met het oog op de finale. Italië won in Marseille met 2-1 door doelpunten van Gino Colaussi en een benutte strafschop van Giuseppe Meazza. In de finale boekte Italië een regelmatige 4-2-overwinning op Hongarije, zowel Colaussi als Piola scoorde twee doelpunten. Grote man achter de successen van Italië was coach Vittorio Pozzo, hij is de enige coach tot op heden die twee keer de wereldtitel veroverde.

### 1946 - 1966 Geen successen, de slag van Santiago en nederlaag tegen Noord-Korea

#### WK 1950

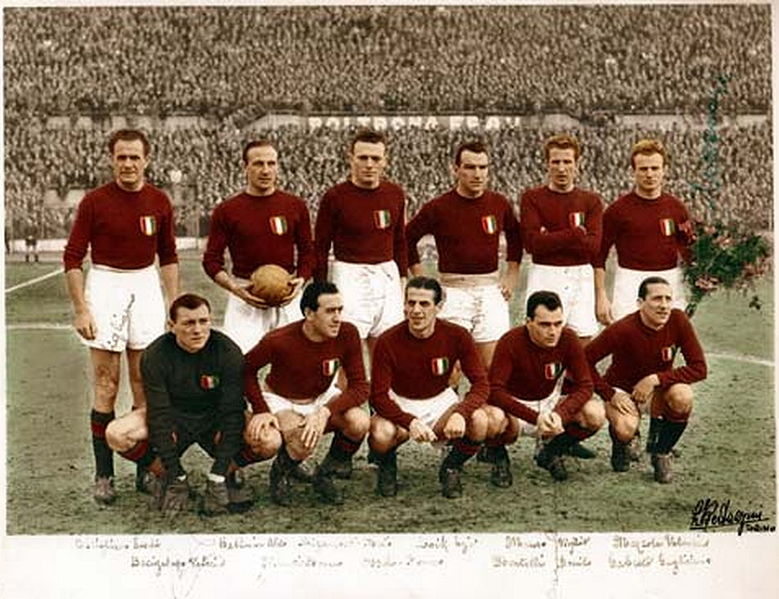
Il Grande Torino, 1948

Na de oorlog was alle Italiaanse hoop gevestigd op het elftal van AC Torino, dat tussen 1942 en 1949 vijf keer het Italiaanse kampioenschap veroverde. Het team had als bijnaam "Il grande Torino" en speelde in het 4-2-4 systeem, tien jaar voordat het Braziliaanse team met dit systeem de wereldtitel veroverde. Na een vriendschappelijke wedstrijd tegen Benfica verongelukte de voltallige selectie van het team tijdens de Superga-vliegramp. In 1950 moest het Italiaanse team in Brazilië de wereldtitel verdedigen, de selectie weigerde het vliegtuig te gebruiken en vertrok per boot. In de eerste wedstrijd was de ploeg al kansloos na een 3-2-nederlaag tegen Zweden, de tweede gewonnen wedstrijd tegen Paraguay had slechts statistische waarde.

#### WK 1954
In 1954 plaatste Italië zich voor de eindronde door tweemaal van Egypte te winnen. Italië werd gezien als een outsider voor de titel, waarbij de latere bondscoach Giovanni Trapattoni tot de bekendste spelers behoorde. Italië was ingedeeld in een groep met Engeland, Zwitserland en België, Engeland en Italië hadden een beschermde status binnen deze groep en hoefden niet tegen elkaar te spelen. Echter, de wedstrijd tegen gastland Zwitserland ging met 2-1 verloren en door een overwinning op België was een beslissingswedstrijd tegen opnieuw Zwitserland nodig. Ook nu weer was Zwitserland te sterk, er werd met 4-1 verloren. De Zwitsers bediende zich van het "grendel" systeem een defensief systeem, dat later door de Italianen geperfectioneerd zou worden: catenaccio.

#### WK 1958
In het kwalificatietoernooi voor het WK van 1958 begon Italië met een 3-0-nederlaag tegen Portugal, maar leek het goed te maken met twee thuiszeges op Portugal en Noord-Ierland, in de laatste wedstrijd tegen Noord-Ierland zou een gelijkspel voldoende zijn. De beslissende wedstrijd op 8 december 1957 in Belfast ging niet door, omdat de scheidsrechter uit Hongarije vast stond in Londen vanwege aanhoudende mist. De teams waren er wel en besloten te oefenen: 2-2. De wedstrijd liep uit de hand, omdat toeschouwers het veld op kwamen om te protesteren tegen het harde spel van de Italianen. Een maand later won Noord-Ierland met 2-1, Italië plaatste zich voor de eerste keer niet voor de eindronde.

#### WK 1962
Voor het WK van 1962 had Italië weinig moeite zich te plaatsen, Roemenië trok zich terug en Israël werd vrij simpel verslagen. Na een 0-0 gelijkspel in de eerste wedstrijd tegen West-Duitsland wachtte het gastland Chili. Voor de wedstrijd werd het land Chili in de kranten belachelijk gemaakt door Italiaanse journalisten en de sfeer in het stadion van Santiago was zwaar vijandig ten opzichte van de Italianen. In het veld werd er nauwelijks gevoetbald, maar geschopt, gespuwd en geslagen. Giorgio Ferrini en Mario David werden in de eerste helft uit het veld gestuurd en er kwamen zelfs politiemensen het veld op om de gemoederen te laten rusten. Echt objectief was de scheidsrechter niet, want een ordinaire vuistslag van de Chileen Sanchez op Humberto Maschio werd niet bestraft. Maschio brak wel zijn neus. In de tweede helft gingen de Italianen ten onder met 2-0. De laatste wedstrijd tegen Zwitserland had slechts statistische waarde (3-0-zege) en Italië was opnieuw in de eerste ronde uitgeschakeld.

#### WK 1966

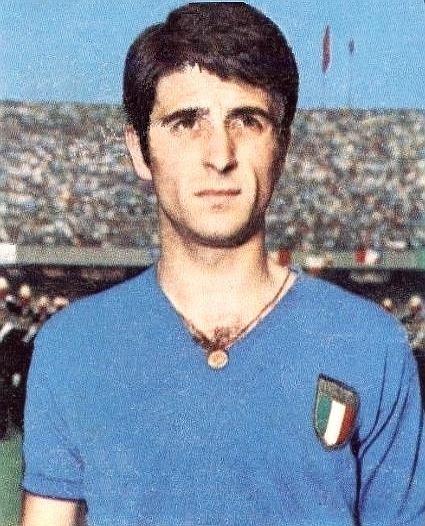
Gianni Rivera

Ook de eerste deelname aan het EK was geen succes, in de tweede voorronde was de Sovjet-Unie duidelijk te sterk, 2-0 in Moskou en 1-1 in Rome. De Italiaanse clubs AC Milan en Inter Milan wonnen Europa Cups in deze periode, beide ploegen hadden met Gianni Rivera en Sandro Mazzola een sterke spelbepaler en met name Inter Milan bediende zich van het Catenaccio-systeem, met een afwachtende, defensieve houding werd de tegenstander met tegenaanvallen bestreden. Italië plaatste zich voor de eindronde door duidelijke thuisoverwinningen op Polen (6-1) en Schotland (3-0). In de eerste wedstrijd nam de ploeg revanche op de "Slag van Santiago" door met 2-0 van Chili te winnen. Tegen de Sovjet-Unie werd met 1-0 verloren, maar een gelijkspel tegen het nietige Noord-Korea zou genoeg zijn voor de kwartfinales. In de eerste helft verloren de Italianen al snel aanvoerder Bulgarelli door een mislukte tackle van dezelfde speler. Aangezien er geen wissels waren toegestaan moesten de Italianen verder met tien man. Vlak voor rust schreef de tandarts uit Pyongyang Pak-Doo-Ik geschiedenis door het winnende doelpunt voor Noord-Korea te scoren. De Italianen gingen beschaamd naar huis, waar ze door een woedende menigte werden opgewacht met rotte tomaten en eieren. Sindsdien heet een onverwachte nederlaag in het Italiaanse voetbal een "Korea".

### 1966 - 1976 EK-titel in Rome, Wedstrijd van de Eeuw in Mexico

#### EK 1968

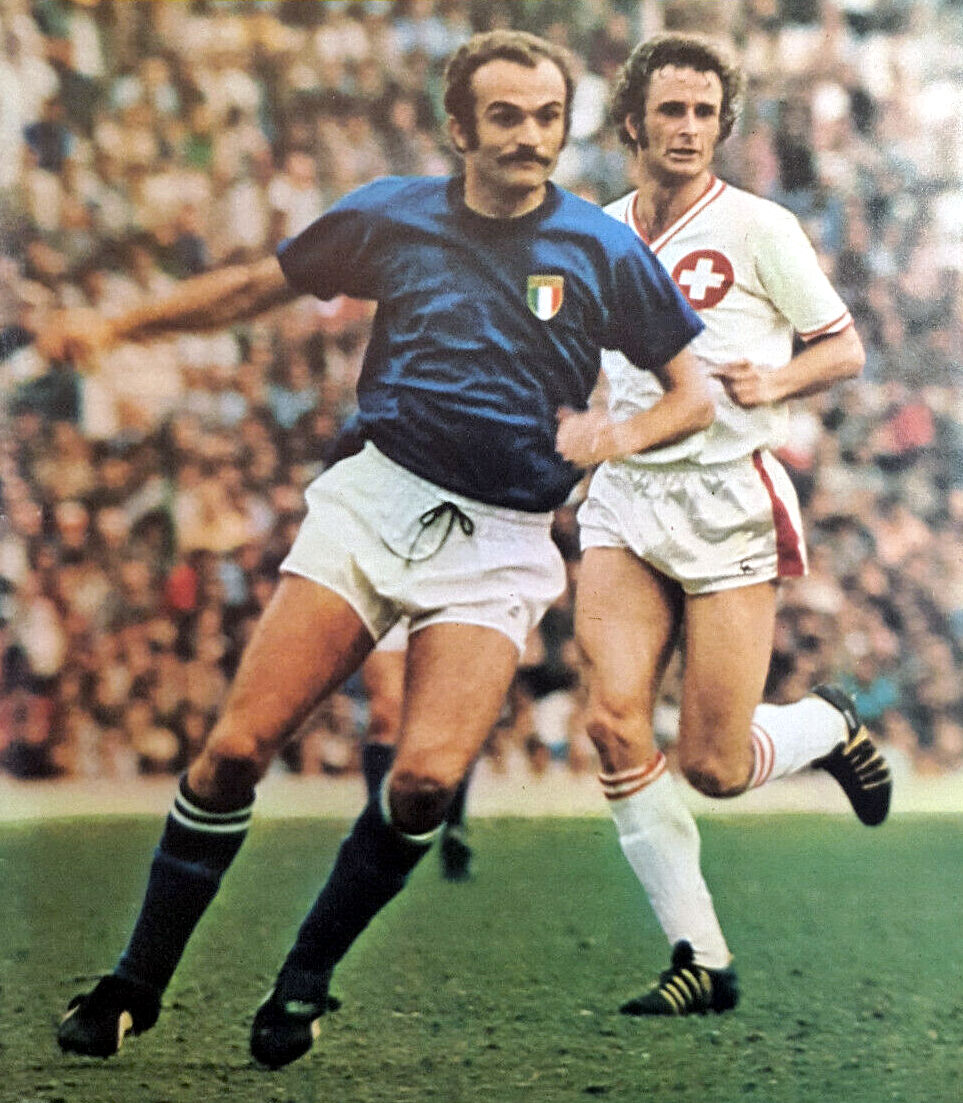
Sandro Mazzola

Na dit absolute dieptepunt werd Ferruccio Valcareggi aangesteld, in het eerste seizoen geassisteerd door Helenio Herrera, trainer van Inter Milan en fervent aanhanger van het Catenaccio-systeem. In het kwalificatietoernooi eindigde Italië als eerste met een ruime voorsprong op Roemenië en Zwitserland. In de kwartfinale had Italië problemen in de uitwedstrijd tegen Bulgarije, maar bij een 3-1-achterstand maakte Pierino Prati vlak voor tijd een belangrijk tegendoelpunt. Twee weken later won Italië met 2-0, kwalificeerde zich voor het EK in 1968 en mocht het toernooi zelf organiseren. Het toernooi bestond uit vier deelnemers. In een bomvol stadion in Napels gebeurde weinig opwindends tegen de Sovjet-Unie. Ook na verlenging bleef de stand 0-0 en moest het muntstuk beslissen welke ploeg de finale moest halen. De Russische kapitein Albert Sjesternjov mocht kiezen en koos voor munt, het Franse tienfrancstuk belandde op de rug van de hand van scheidsrechter Tschenscher; de kop lag boven en Italië zat in de finale. Italië speelde in de finale tegen Joegoslavië, dat in de halve finale wereldkampioen Engeland uitschakelde. Italië speelde zonder zijn spelbepalers Gianni Rivera (geblesseerd) en Sandro Mazzola (gepasseerd) en maakte een krachteloze indruk. Joegoslavië kwam in de eerste helft met 1-0 voor en het was aan de keeper Dino Zoff te danken, dat de schade beperkt bleef. De scheidsrechter gaf een vrije trap aan de Italianen, die niemand zag en hinderde enkele uitlopende Joegoslaven, waardoor er een gat in de muur ontstond. Omdat de score na 120 minuten nog steeds gelijk was en deze keer niet werd geloot werd er een tweede finalewedstrijd georganiseerd. In dat duel won Italië met 2-0. Mazzola werd weer in genade aangenomen en was de architect op het middenveld.

#### WK 1970

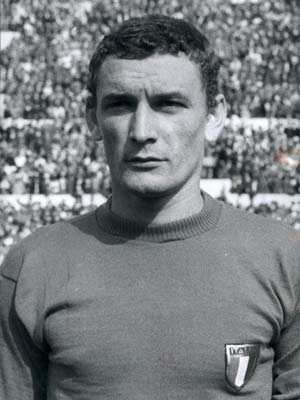
Luigi Riva

Voor kwalificatie van het WK van 1970 was Oost-Duitsland de belangrijkste tegenstander, in Oost-Berlijn werd met 2-2 gelijk gespeeld door twee doelpunten van Luigi Riva, die met het bescheiden Cagliari kampioen werd. In Napels was de wedstrijd in de eerste helft beslist: 3-0. In de eerste ronde op het WK in Mexico was het voorzichtigheid troef. Er werd alleen gescoord tegen Zweden, tegen Uruguay en Israël werd doelpuntloos gelijk gespeeld. Tekenend was dat Europees voetballer van het jaar Rivera op de bank zat, omdat Italië met maar één creatieve speler (Mazzola) op het middenveld speelde. Italië haalde wel met een doelsaldo van een voor en nul tegen voor de eerste keer sinds de Tweede Wereldoorlog de kwartfinale. Met Mazzola in de eerste helft en Rivera in de tweede helft wist Italië gastland Mexico met 4-1 te verslaan. In de halve finale kwam Italië snel op een 1-0-voorsprong tegen West-Duitsland door een doelpunt van Boninsegna. Italië beperkte zich daarna tot verdedigen en de Duitsers kregen veel kansen, maar de uitblinkende doelman Albertosi was niet te passeren. Vlak voor tijd scoorde Duitsland door een doelpunt van de bij AC Milan spelende Karl-Heinz Schnellinger. Daarna volgde een wonderlijke verlenging: 1-2 door Gerd Müller, 2-2 door Burgnich en 3-2 door Luigi Riva in de eerste verlenging. In de tweede verlenging ging het doelpuntenfestijn vrolijk verder: 3-3 door weer Müller (zijn tiende van het toernooi) en meteen vanaf de aftrap de winnende goal van de Italianen: Gianni Rivera scoorde de 4-3. De wedstrijd is de geschiedenis ingegaan als de "Wedstrijd van de Eeuw" of het "Jahr Hundert Spiel". In de finale trof Italië het aanvallende Brazilië van Pelé. Na een kopgoal van Pelé maakte Bonisegna voor rust de gelijkmaker, maar in de tweede helft werden de Italianen overlopen: 4-1.

#### EK 1972
In de jaren daarna ging het bergafwaarts met deze generatie, voor het EK van 1972 werd de kwalificatieronde simpel overleefd met een ruime voorsprong op Oostenrijk en Zweden, maar in de kwartfinale was België te sterk. In Milaan groeven de Belgen zich op een Italiaanse wijze in om het in de return af te maken: 2-1.

#### WK 1974

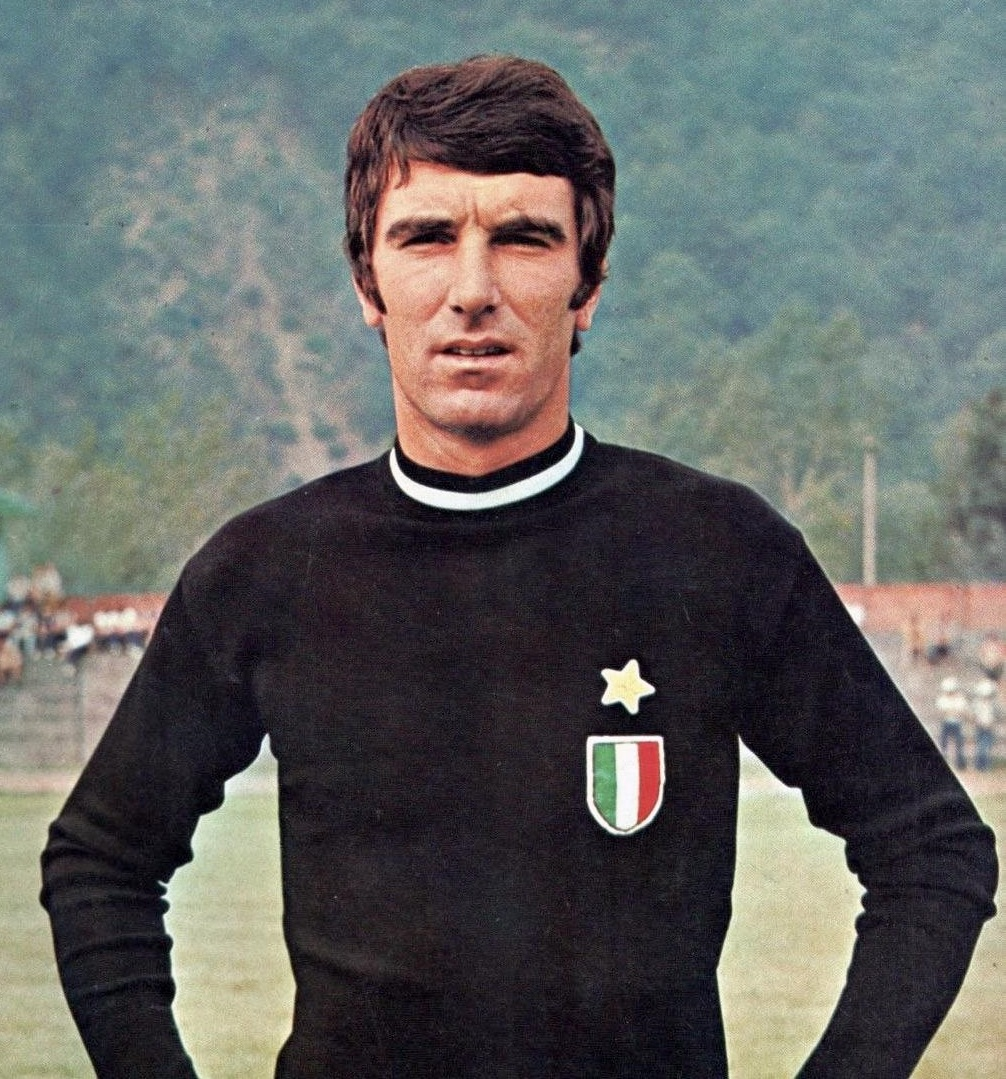
Dino Zoff 1972

Het inmiddels sterk verouderde team plaatste zich voor het WK in 1974 zonder een tegendoelpunt. In de eerste wedstrijd van het toernooi kwam het "Korea-syndroom" weer langs kijken, toen Haïti de leiding nam via een doelpunt van Emmanuel Sanon. Uiteindelijk won Italië met 3-1, maar de toon was gezet. Na een 1-1 gelijkspel tegen Argentinië had de ploeg genoeg aan een gelijkspel tegen Polen, maar het verouderde team had weinig kans tegen de dynamische Polen. Italië kon weer voortijdig naar huis en een hele generatie rond libero/ aanvoerder Giacinto Facchetti speelde zijn laatste internationale toernooi.

#### EK 1976
In de voorronde voor het EK van 1976 trof Italië de twee verrassingen van het WK Nederland en Polen. In zes wedstrijden scoorde Italië drie keer, alle tegendoelpunten (drie) vielen in de uitwedstrijd tegen het Nederland van Johan Cruijff. Dieptepunt was een doelpuntloos gelijkspel in de thuiswedstrijd tegen Finland. Italië eindigde op de derde plaats in deze groep met één punt minder dan Nederland en Polen.

### 1976 - 1986 Paolo Rossi schiet Italië naar de Wereldtitel

#### WK 1978

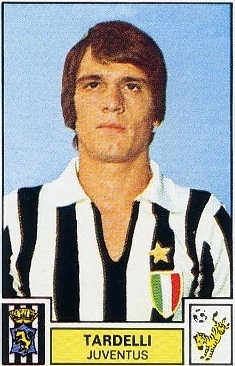
Marco Tardelli

Italië ging verjongen en had in een andere oud-wereldkampioen Engeland een geduchte tegenstander in de kwalificatie voor het WK van 1978. Italië won in Rome door doelpunten van Giancarlo Antognoni en Roberto Bettega, verloor in Londen met 2-0, maar omdat Italië tegen de zwakke landen Finland en Luxemburg meer doelpunten scoorde haalde het de eindronde. Op het WK in Argentinië plaatste Italië zich snel voor de tweede ronde na overwinningen op Frankrijk en Hongarije en maakte indruk met aanvallend voetbal. Opvallendste speler was de bij Vicenza spelende spits Paolo Rossi, die twee keer scoorde. Na een 0-1 overwinning op gastland Argentinië (doelpunt Bettega) werd Italië groepswinnaar en kon alle wedstrijden in de tweede ronde in Buenos Aires spelen. Na een doelpuntloos gelijkspel tegen West-Duitsland en een 1-0-zege op Oostenrijk moest Italië van Nederland winnen om de finale te halen. Italië was sterker in de eerste helft, kwam op voorsprong door een eigen doelpunt van Ernie Brandts, maar afstandsschoten van dezelfde Brandts en Arie Haan verrasten doelman Dino Zoff. Ook de wedstrijd om de derde plaats ging verloren, tegen Brazilië herhaalde het scenario, een voorsprong in de eerste helft werd weggegeven door afstandsschoten.

#### EK 1980
Italië mocht het EK van 1980 organiseren en hoefde geen kwalificatiewedstrijden te spelen. Aan de vooravond van het EK stond het land in rep en roer door het "toto-schandaal", verscheidene wedstrijden waren beïnvloed door "match-fixing" en verschillende spelers werden beschuldigd. Voornaamste verdachte was Paolo Rossi, die voor drie jaar werd geschorst. Het Italiaanse team miste hun belangrijkste speler en het frisse voetbal van het WK in Argentinië was weg. Italië kon nauwelijks scoren en leunde op hun keiharde defensie. Tegen Spanje bleef het 0-0 en van Engeland werd pas vlak voor tijd gewonnen door een goal van Tardelli. Om de finale te halen moest Italië van België winnen, maar de ploeg maakte alleen indruk door hard spel en kon niet scoren. De wedstrijd om de derde plaats tegen Tsjecho-Slowakije werd met 1-1 gelijk gespeeld en na strafschoppen werd deze wedstrijd verloren.

#### WK 1982

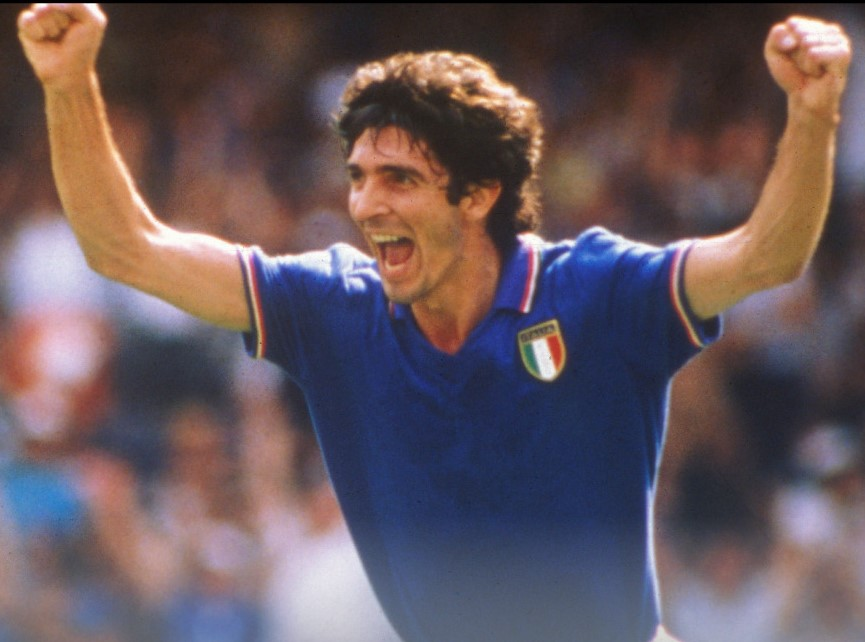
Paolo Rossi

Italië plaatste zich eenvoudig voor het WK van 1982, het eindigde in zijn groep als tweede achter Joegoslavië en ruim boven Denemarken en Griekenland. Ondertussen was de schorsing van Rossi teruggebracht naar twee jaar en hij speelde drie wedstrijden voor Juventus. Trainer Enzo Bearzot besloot hem toch mee te nemen naar het WK. Op de eindronde in Spanje speelde Italië drie keer gelijk tegen Polen (0-0), Peru (1-1) en Kameroen (1-1) en door een beter doelsaldo dan Kameroen plaatste de ploeg zich voor de tweede ronde. De ploeg werd hevig bekritiseerd door de Italiaanse pers, vooral de keuze voor de onzichtbare Rossi viel slecht. In de tweede ronde speelde Italië tegen de regerend wereldkampioen Argentinië en de favoriet voor de titel Brazilië. Tegen Argentinië viel Bearzot weer terug op het verdedigende voetbal, het liet Argentinië het spel maken en won de wedstrijd met 2-1 door uitvallen van Marco Tardelli en Antonio Cabrini. Bearzot offerde Claudio Gentile op om Diego Maradona overal te schaduwen. Omdat Maradona niet werd beschermd door de scheidsrechter, kon Gentile zich ongegeneerd uitleven met hard spel. Brazilië won met 3-1 van Argentinië en Italië moest winnen om de halve finale te halen. Bearzot bediende zich nu van een aanvallend systeem en Paolo Rossi besliste de wedstrijd met drie doelpunten (3-2). Italië won ook dankzij nonchalant verdedigen van Brazilië en een uitmuntende doelman Dino Zoff. Rossi besliste ook de halve finale tegen Polen met twee doelpunten. In de finale speelde Italië de finale tegen West-Duitsland, de eerste helft eindigde doelpuntloos mede door een gemiste strafschop van Cabrini. In de tweede helft was Rossi opnieuw degene die de wedstrijd openbrak, hij scoorde de 1-0 en werd met zes doelpunten in de laatste drie wedstrijden topscorer van het toernooi. De wedstrijd werd beslist door doelpunten van Tardelli en Alessandro Altobelli. Iconisch was het extatische gejuich van Tardelli na zijn doelpunt. Hij rende na het doelpunt met armen op borsthoogte en gebalde vuisten over richting de bank, wild schuddend met zijn hoofd en met tranen in zijn ogen. De wedstrijd eindigde in een 3-1-overwinning en Italië was wereldkampioen.

#### EK 1984
Kwalificatie voor het EK van 1984 werd een opmerkelijke afgang voor de wereldkampioen, Italië begon met drie gelijke spelen, waaronder tegen het nietige Cyprus. Daarna volgden vier nederlagen, alleen de thuiswedstrijd tegen Cyprus werd gewonnen, 3-1 vlak voor tijd. Topscorer van het WK Paolo Rossi scoorde nu alleen tegen Cyprus, uit een strafschop. Italië eindigde op de vierde plaats in de groep met een ruime achterstand op Roemenië, Zweden en Tsjecho-Slowakije.

#### WK 1986
Italië moest zijn titel verdedigen in Mexico. Paolo Rossi kwam op de bank terecht, Alessandro Altobelli was zijn vervanger. Altobelli scoorde in de eerste ronde van het toernooi vier van de vijf doelpunten en miste ook nog een strafschop. Met gelijke spelen tegen Bulgarije (1-1), Argentinië (1-1) en een 3-2-zege op Zuid-Korea werd de eerste ronde overleefd, maar in een wedstrijd tussen de wereld- en de Europees Kampioen was Frankrijk veel sterker: 2-0. Net als in 1974 nam een hele generatie afscheid van het nationale team, ook coach Enzo Bearzot stapte op.

### 1986 - 2000 Na drie keer verlies op strafschoppen wel succesvol tegen Nederland

#### EK 1988

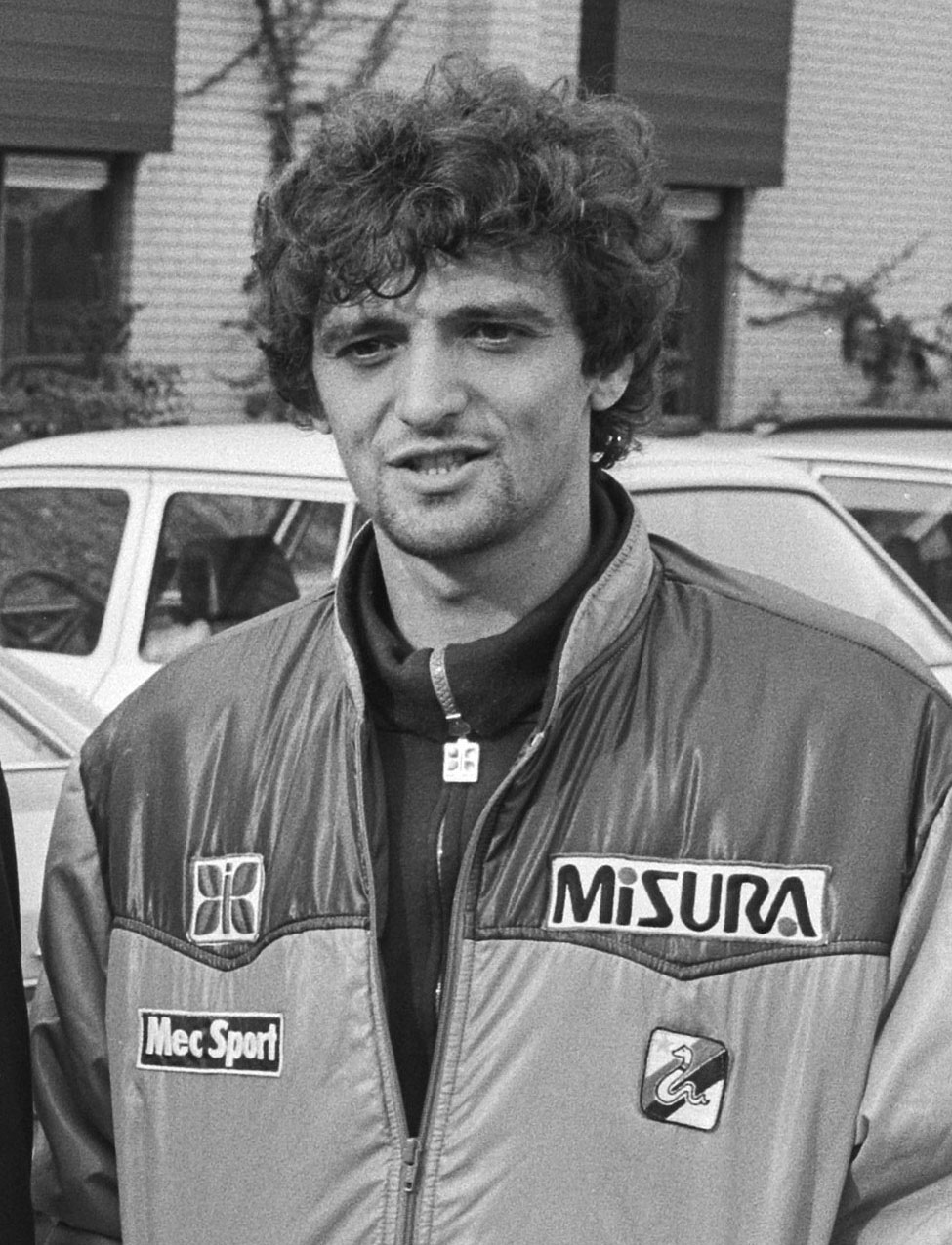
Alessandro Altobelli

Azeglio Vicini werd de opvolger van Bearzot, zijn hoofddoel was een nieuw team klaar te stomen om de wereldtitel in eigen land in 1990 te winnen. Eerst was er de kwalificatie voor het EK van 1988, waar de ploeg zich voor de eerste keer sinds 1968 voor kwalificeerde. Gianluca Vialli scoorde beide doelpunten in de beslissende wedstrijd tegen Zweden, hij veroverde een basisplaats ten koste van Altobelli. Bestond de vorige generatie vooral uit spelers uit Juventus, nu had vooral AC Milan de overhand, de bekendste spelers waren de door Bearzot genegeerde, offensieve libero Franco Baresi en de nog jonge linksback Paolo Maldini. Op het EK in Duitsland maakte Italië een positieve indruk met fris, aanvallend voetbal. Na een gelijkspel tegen West-Duitsland werd gewonnen van Spanje en Denemarken. In de halve finale was de onervaren ploeg niet opgewassen tegen het pressing-voetbal van de Sovjet-Unie, 2-0.

#### WK 1990

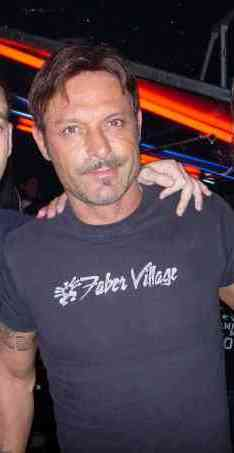
Salvatore Schillaci

Op het WK in eigen land verwachtte Italië de vierde wereldtitel. De Italiaanse competitie stond in groot aanzien, grote sterren als Diego Maradona en Marco van Basten maakten furore en ook de Italiaanse spelers speelden een dominante rol. De drie Europa Cup winnaars van het seizoen 1989-1990 kwamen allemaal uit Italië. In de eerste wedstrijd tegen Oostenrijk koos Vicini voor het aanvalsduo Gianluca Vialli en Andrea Carnevale. Ondanks veel kansen werd er niet gescoord, totdat invaller Salvatore Schillaci met een kopgoal de wedstrijd besliste. Na opnieuw een matige overwinning op de Verenigde Staten koos Vicini voor Schillaci en het grote talent Roberto Baggio. Beiden scoorden in de laatste groepswedstrijd tegen Tsjecho-Slowakije, het doelpunt van Roberto Baggio was een lange dribble en werd later gekozen tot mooiste doelpunt van het toernooi. In de achtste en kwartfinale tegen respectievelijk Uruguay en Ierland was Schillaci opnieuw eenmaal trefzeker en ontpopte zich tot de natuurlijke opvolger van Paolo Rossi. De halve finale tegen Argentinië werd gespeeld in Napels, de thuishaven van Maradona. Maradona maakte vooraf stemming om achter het Argentijnse team te staan, het zorgde voor verdeeldheid in de stad Napels. Vicini maakte opzien door Roberto Baggio te vervangen door Gianluca Vialli, Vialli zou opnieuw onzichtbaar blijven. Na het openingsdoelpunt van Schillaci maakte Argentinië in de tweede helft de gelijkmaker na een inschattingsfout van doelman Walter Zenga. Na de gelijkmaker ontstond een straatgevecht, waarbij de Argentijnen meer tegenhielden dan aanvielen, zeker na een rode kaart van Ricardo Giusti. In de strafschoppenserie misten zowel Roberto Donadoni en Aldo Serena en Italië miste de finale. Uiteindelijk werd Italië derde na een overwinning op Engeland, maar de teleurstelling was groot. Schillaci werd topscorer van het toernooi met zes goals, hij zou daarna nog één keer scoren in het Italiaanse elftal en ook bij zijn club was hij niet schotvaardig meer.

#### EK 1992
Toen de kwalificatie voor het EK in 1992 begon was Italië vooral nog bezig met de teleurstelling van het WK. Italië begon de kwalificatie slecht met een 1-1 gelijkspel uit tegen Hongarije en een 0-0 gelijkspel thuis tegen de Sovjet-Unie en na een 2-1-nederlaag tegen Noorwegen kwam plaatsing voor het EK serieus op de tocht te staan. In Moskou moest er gewonnen werden, maar na het doelpuntloze gelijkspel werd Vicini ontslagen en vervangen door Arrigo Sacchi, de bij AC Milan zeer succesvolle coach.

#### WK 1994
Sacchi die bij AC Milan succes had met aanvallend voetbal, maar had dat vooral te danken aan het Nederlandse supertrio van Basten/Gullit/Rijkaard, aanvallend voetbal toepassen bij het Italiaanse team vergde tijd. De kwalificatie voor het EK van 1994 verliep wisselend, naast een 1-3-overwinning in Portugal werden er punten verspeeld tegen Zwitserland, thuis 2-2 (na een 0-2 stand tien minuten voor tijd) en een 1-0-nederlaag uit. In de beslissende wedstrijd thuis tegen Portugal zou Italië genoeg hebben aan een gelijkspel om zich te plaatsen voor het WK. In een van beide kanten voorzichtige wedstrijd scoorde Dino Baggio vlak voor tijd het enige doelpunt, Roberto Baggio werd later gekozen tot Europees- en Wereld voetballer van het jaar. De start van het WK van 1994 was slecht, Italië had veel problemen met het stugge voetbal van het Ierland van coach Jack Charlton en verloor van 1-0. De volgende wedstrijd tegen het nog stuggere Noorwegen moest gewonnen worden, na 21 minuten werd doelman Gianluca Pagliuca uit het veld gestuurd, Sacchi baarde opzien door uitgerekend zijn sterspeler Roberto Baggio te wisselen. Uiteindelijk scoorde Dino Baggio het enige doelpunt en na een 1-1 gelijkspel tegen Mexico plaatste Italië zich dankzij een beter doelsaldo dan Noorwegen ternauwernood voor de achtste finales. In die achtste finales stond Italië twee minuten voor tijd achter tegen Nigeria en speelde ook al met tien man dankzij een omstreden rode kaart voor Gianfranco Zola. Eindelijk stond Roberto Baggio op en na de gelijkmaker scoorde hij in de verlengingen het winnende doelpunt uit een strafschop. Baggio was nu los en in de kwartfinale scoorde hij één maal tegen Spanje en in de halve finale tweemaal tegen Bulgarije. In deze halve finale raakte Baggio geblesseerd en hij speelde op halve kracht mee in de finale tegen Brazilië. In een wedstrijd zonder hoogtepunten moesten strafschoppen de beslissing brengen, Franco Baresi, die tijdens het WK een operatie onderging en werd klaar gestoomd voor de finale miste als eerste en uiteindelijk schoot Roberto Baggio de laatste strafschop huizenhoog over, waardoor Brazilië de wereldtitel won.

#### EK 1996

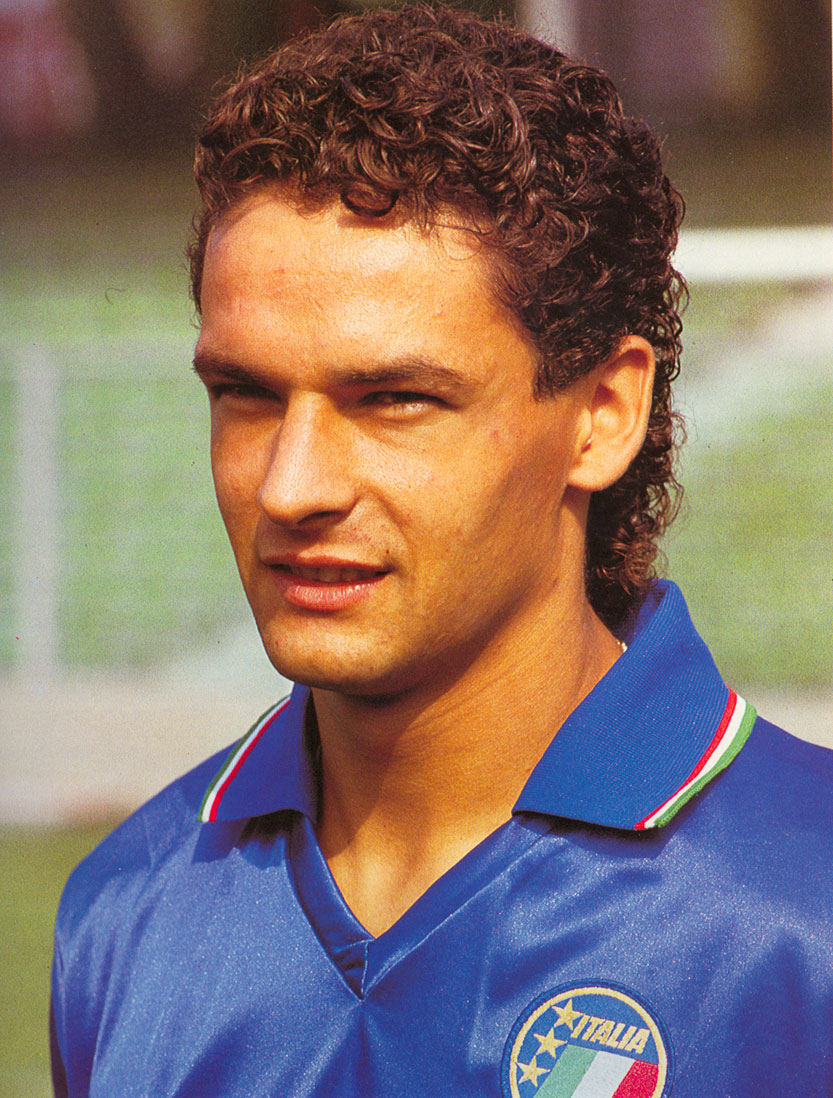
Roberto Baggio

Italië speelde in de kwalificatie voor het EK van 1996 tegen allemaal nieuwe landen, ontstaan door het uiteenvallen van de Sovjet-Unie en Joegoslavië. De start was zoals gebruikelijk slecht met een 1-1 gelijkspel tegen Slovenië en een 1-2-thuisnederlaag tegen Kroatië. In het verloop van de cyclus werd er alleen gelijk gespeeld tegen Kroatië en met een ruime voorsprong op Litouwen werd kwalificatie veilig gesteld. Roberto Baggio ging niet mee naar het EK in Engeland, de verstandhouding met Sacchi was al in Amerika vertroebeld door de wissel tegen Noorwegen en minder spel van Baggio bij zijn nieuwe club AC Milan gaf Sacchi een alibie hem niet meer te selecteren. De voorhoede bestond uit Gianfranco Zola en Pierluigi Casiraghi, Casiraghi scoorde tweemaal tegen Rusland. Drie dagen later was al de volgende wedstrijd tegen Tsjechië en Sacchi besloot het duo rust te laten nemen en te vervangen door Fabrizio Ravanelli en Enrico Chiesa. De Tsjechen roken bloed en onder aanvoering van Pavel Nedvěd namen de Tsjechen een 2-1-voorsprong voor rust. Sacchi probeerde zijn misrekening te herstellen door na rust Zola en Casiraghi in te laten vallen, maar het was al te laat en Italië moest nu winnen van Duitsland om de kwartfinale te halen. Na tien minuten kreeg Italië een strafschop, maar Zola miste. De hele wedstrijd werd Duitsland onder druk gezet, maar er werd niet gescoord. Even gloorde er hoop, toen Tsjechië met 3-2 achterstond tegen Rusland, maar een late gelijkmaker van Vladimír Šmicer zorgde voor uitschakeling. Italië en Tsjechië hadden beiden vier punten, maar door het onderlinge resultaat was Italië voortijdig uitgeschakeld.

#### WK 1998
Sacchi begon de kwalificatie, maar na verlies van een vriendschappelijke wedstrijd tegen Bosnië en Herzegovina werd zijn positie onhoudbaar. Hij werd opgevolgd door Cesare Maldini, de vader van aanvoerder Paolo en een aanhanger van het Catenaccio-systeem. Dat systeem werkte, want op Wembley werd Engeland met 0-1 verslagen door een doelpunt van Zola. Door doelpuntloze gelijke spelen tegen Polen en Georgië moest Italië in Rome opnieuw van Engeland winnen. Nu Italië het initiatief moest nemen werkte de tactiek niet en Engeland bleef makkelijk overeind. In de Play-Off wedstrijden werd Rusland verslagen en werd deelname aan het WK in Frankrijk afgedwongen. De eerste wedstrijd tegen Chili dreigde verloren te gaan door doelpunten van de net door Lazio Roma gekochte Marcelo Salas. Vlak voor tijd kreeg Italië een strafschop en Roberto Baggio nam revanche voor zijn misser tegen Brazilië in de finale van 1994: 2-2. Na overwinningen op Kameroen (3-0), Oostenrijk (2-1) en Noorwegen (1-0) wachtte het gastland Frankrijk in de kwartfinales. Het werd een voorzichtige wedstrijd van beide kanten en strafschoppen moesten de beslissing brengen. Luigi Di Biagio miste de beslissende strafschop en voor de derde achtereenvolgende keer werd de strafschoppenserie noodlottig. Italië maakte weinig indruk, alleen Christian Vieri had succes, hij scoorde vijf doelpunten.

#### EK 2000

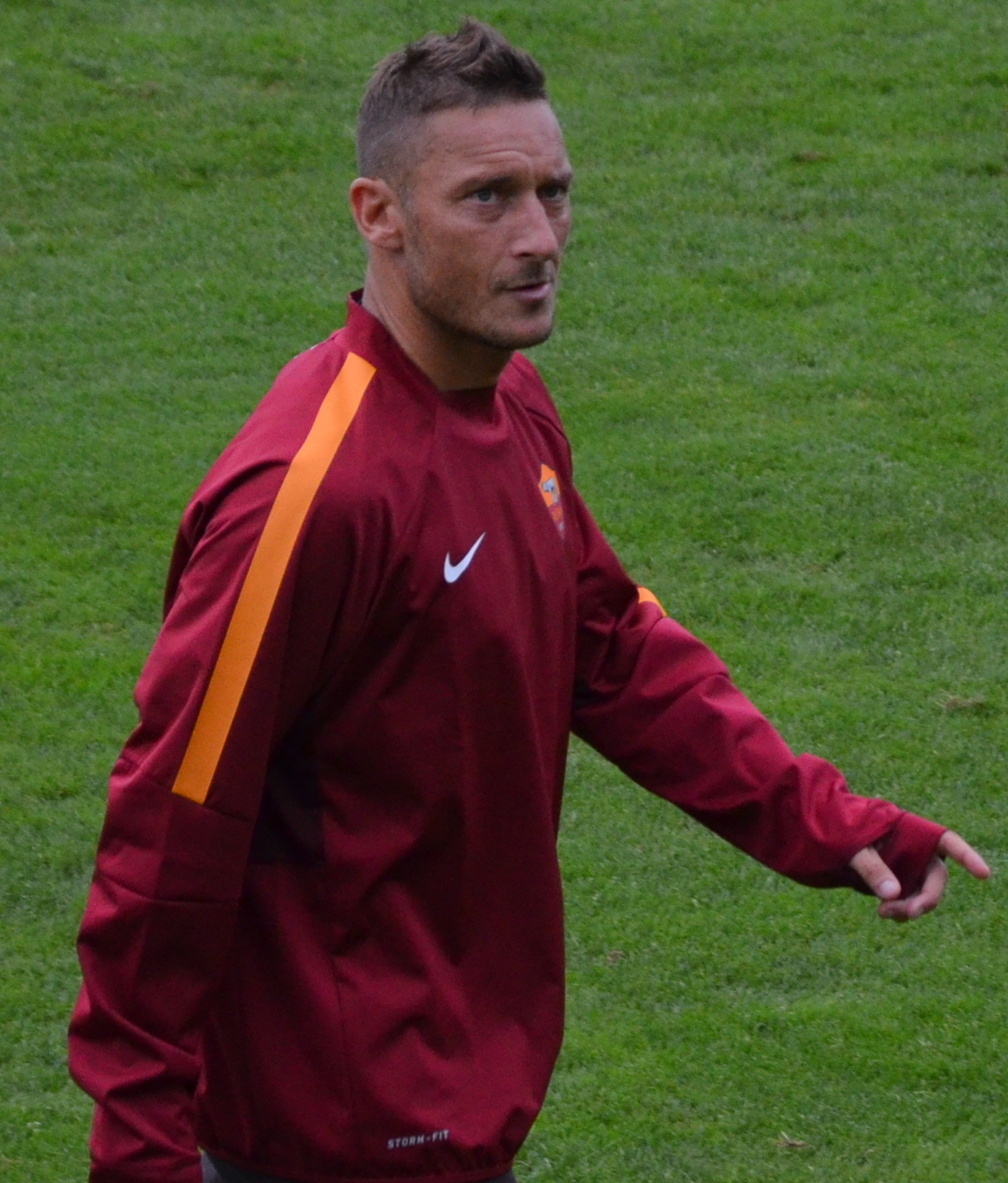
Francesco Totti

Cesare Maldini stapte op vanwege aanhoudende kritiek op zijn speelwijze, recordinternational Dino Zoff volgde hem op. Na vijf wedstrijden had Italië al een ruime marge op de concurrenten voor een plaats op het EK van 2000, na een matige slot (2-3-thuisnederlaag tegen Denemarken, twee gelijke spelen tegen Wit-Rusland) bleef een marge van één punt op Denemarken en Zwitserland over. Italië speelde op het EK in Nederland en België terughoudend, maar door overwinningen op Turkije, België, Zweden en Roemenië werd de halve finale bereikt. In Amsterdam speelde Nederland een thuiswedstrijd en was veel sterker dan het alsmaar verdedigende Italië. Nederland miste via Frank de Boer en Patrick Kluivert twee strafschoppen en al vroeg in de wedstrijd werd Gianluca Zambrotta uit het veld gestuurd. Italië putte moed uit de Nederlandse missers en na verlengingen moesten strafschoppen de beslissingen brengen. Nederland had net als Italië een slechte reputatie betreffende strafschoppenseries en doelman Francesco Toldo groeide uit tot de held van de avond door twee strafschoppen te stoppen, een derde strafschop van Jaap Stam ging huizenhoog over. Italië won na drie keer verlies een strafschoppenserie, mede door een gewaagde "Panenka" van Francesco Totti. In de finale tegen Frankrijk speelde Italië een aanvallende wedstrijd en kwam op voorsprong door een doelpunt van Marco Delvecchio. De Fransen gooiden alles op de aanval en in de tegenaanval kreeg met name Alessandro Del Piero kansen om de wedstrijd definitief te beslissen. In de blessuretijd maakte Sylvain Wiltord en in de verlengingen scoorde David Trezeguet de winnende goal namens Frankrijk.

### 2000 - 2010 Vier mislukte toernooien en één wereldtitel

#### WK 2002

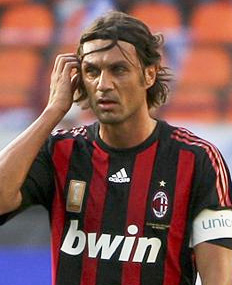
Paolo Maldini

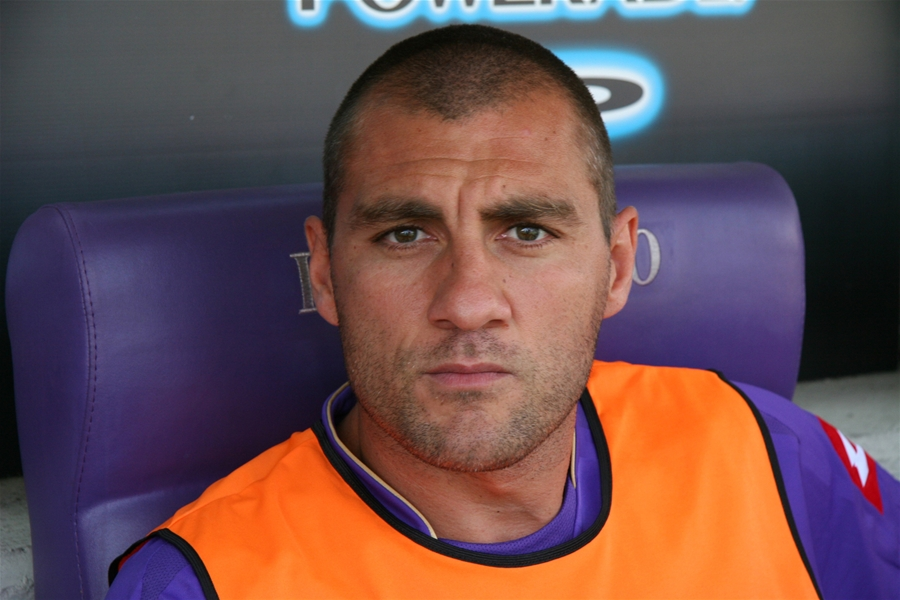
Christian Vieri

Ook nu weer stapte de Italiaanse bondscoach op na aanhoudende kritiek in de pers, de ervaren Giovanni Trapattoni volgde Dino Zoff op. Italië had weinig problemen zich te plaatsen voor het WK in 2002, de enige concurrent Roemenië werd tweemaal simpel verslagen, 3-0 thuis en 2-0 uit. De op het EK van 2000 afwezige Christian Vieri besliste al na een half uur de eerste wedstrijd op het WK in Japan en Zuid-Korea tegen Ecuador: 2-0. Vieri opende de score tegen Kroatië, maar slecht verdedigen van de Italianen en twee afgekeurde doelpunten zorgde voor een 1-2-nederlaag. In de laatste poulewedstrijd tegen Mexico maakte Del Pierro vijf minuten voor tijd de gelijkmaker (1-1) en omdat Ecuador van Kroatië won plaatste Italië zich ternauwernood voor de achtste finale. In de achtste finale speelde Italië tegen een van de twee gastlanden, Zuid-Korea, gecoacht door Guus Hiddink. In de eerste helft gaf de Ecuadoraanse scheidsrechter Bryan Moreno een dubieuze strafschop aan Zuid-Korea, Gianluigi Buffon stopte de strafschop van Jung-hwan Ahn. Vierri scoorde zijn vierde doelpunt van het toernooi en kreeg in de tweede helft grote kansen de wedstrijd te beslissen. Twee minuten voor tijd scoorde Zuid-Korea de gelijkmaker en de verlengingen moesten de beslissing brengen. Moreno speelde een dubieuze rol door Totti uit het veld te sturen door een overtreding van de Zuid-Koreanen op Totti te interpreteren als een "Schwalbe" en werd een doelpunt van Damiano Tommasi ten onrechte afgekeurd. Vlak daarna scoorde Ahn de "golden goal" voor Zuid-Korea en de druiven waren zuur voor Italië. Trapattoni en Totti beschuldigde de FIFA van een complot tegen Italië en de Italiaanse club Perugia ontsloeg zelfs Ahn. In 2010 kwam Moreno opnieuw in het nieuws, hij werd gearresteerd op het vliegveld van New York door heroïne te smokkelen in zijn onderbroek, hij werd later veroordeeld. Na het toernooi nam Paolo Maldini na 126 interlands afscheid van het nationale team, hij wordt beschouwd als de beste linkervleugelverdediger aller tijden.

#### EK 2004
De start voor kwalificatie voor het EK van 2004 was matig, mede door een 2-1-nederlaag tegen Wales had Italië na vier wedstrijden vijf punten achterstand op Wales. Italië begon aan een inhaalrace, mede door een 4-0-overwinning op Wales (drie doelpunten van Filippo Inzaghi) plaatste Italië zich met vijf punten voorsprong op Wales. In de eerste wedstrijd op EK in Portugal begon Italië met een doelpuntloos gelijkspel tegen Denemarken. Alleen Totti baarde opzien in deze wedstrijd door de Deen Christian Poulsen te spugen, hij werd later door de UEFA voor drie wedstrijden geschorst. In de volgende wedstrijd tegen Zweden werd vlak voor tijd een 1-0-voorsprong weggegeven door een acrobatisch omhaal van Zlatan Ibrahimović. Italië moest winnen van Bulgarije en was afhankelijk van het onderlinge resultaat van de Scandinavische derby Zweden-Denemarken, alleen de onderlinge resultaten tussen de gelijk geëindigde ploegen telden mee en bij een 2-2 stand was Italië sowieso uitgeschakeld. Italië won pas in blessuretijd van Bulgarije dankzij een doelpunt van Antonio Cassano en was nu afhankelijk van het resultaat in de andere wedstrijd. Denemarken stond een minuut voor tijd met 2-1 voor, maar Zweden maakte een minuut voor tijd de gelijkmaker: 2-2. Opnieuw waren er complottheorieën aanwezig in het Italiaanse kamp en na de vroege uitschakeling nam Trapattoni ontslag.

#### WK 2006

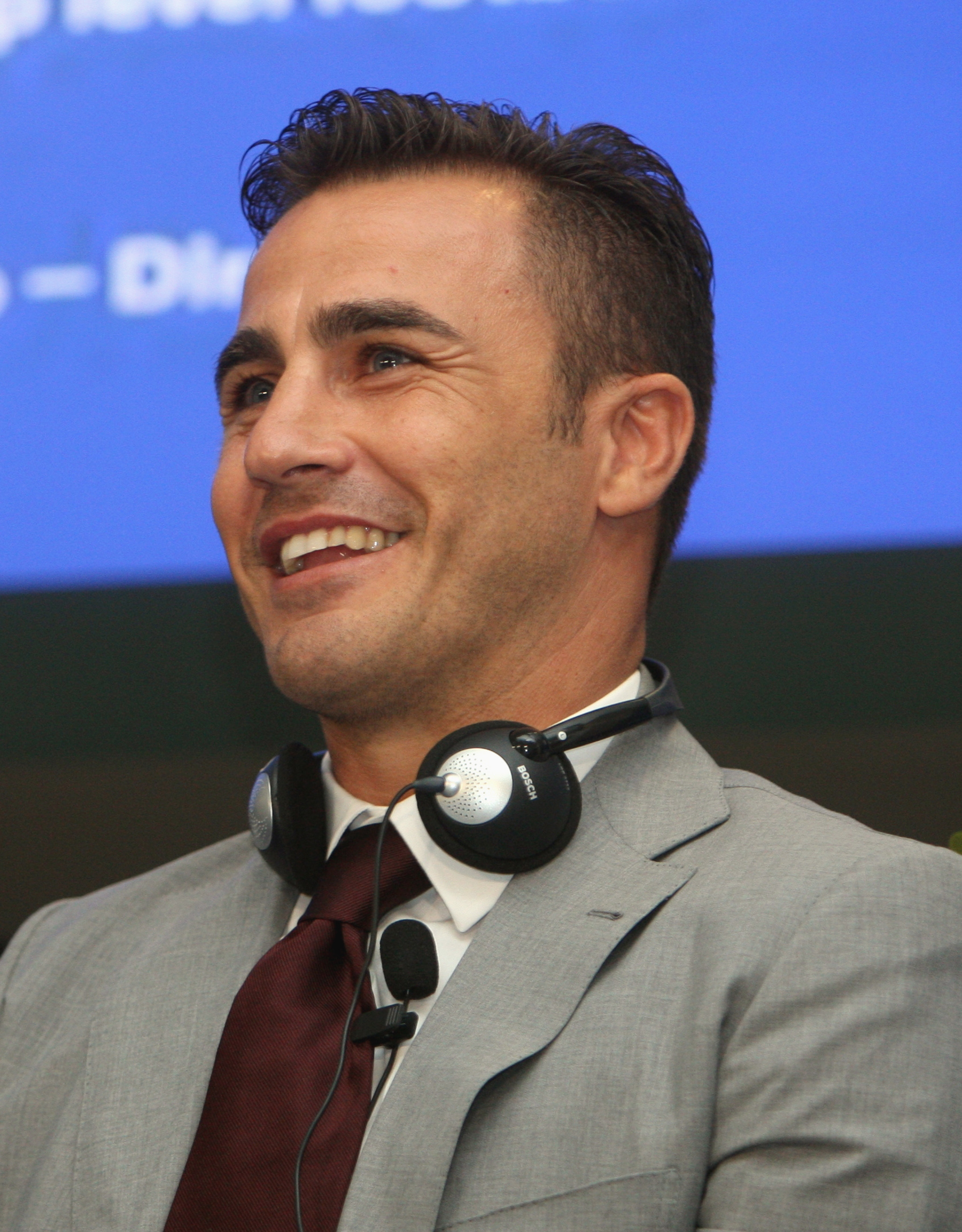
Fabio Cannavaro

In het begin van de kwalificatie-cyclus voor het WK 2006 werd met 1-0 van Slovenië verloren, maar met een ruime voorsprong op Noorwegen plaatste Italië zich eenvoudig voor de eindronde, Marcello Lippi was de nieuwe bondscoach. Voor het WK in Duitsland werd het land opgeschrikt door een groot corruptieschandaal, waarbij diverse clubs, spelers en bestuursleden waren betrokken. Juventus bleek de laatste twee kampioenschappen gekocht te hebben en degradeerde naar de Serie B. Het schandaal verstoorde de voorbereiding op het WK en de spelers besloten niet met de pers te praten. Italië begon het toernooi met een 2-0 serie op Ghana, de wedstrijd tegen de Verenigde Staten werd ontsierd door drie rode kaarten, waarbij Daniele De Rossi vanwege een elleboogstoot op Brian McBride voor vier wedstrijden werd geschorst, hij zou pas weer beschikbaar zijn bij een eventuele finale. Via een 2-0-zege op Tsjechië werd de achtste finales bereikt, waar het Australië van coach Guus Hiddink de tegenstander was. Italië verloor in het begin van de tweede helft Marco Materazzi met een rode kaart en had grote problemen met het stugge Australië. In de blessuretijd werd een overtreding door Lucas Neill op Fabio Grosso bestraft met een penalty, die door Totti werd benut. Na een 3-0-zege op Oekraïne (twee doelpunten van Luca Toni) moest gastland Duitsland in Dortmund bestreden worden. Beide teams misten kansen en de stand bleef doelpuntloos gelijk. Tegen de trend van het toernooi in wisselde Lippi aanvallend en bracht twee aanvallers in het veld. Italië zette Duitsland vast en door doelpunten in de slotfase van Grosso en invaller Del Pierro werd de finale bereikt. In de finale tegen Frankrijk was de stand na 90 minuten door een benutte strafschop van Zinédine Zidane en een kopgoal van Materazzi. In de verlenging ontstond een woordenwisseling tussen beide heren, waarbij Zidane Materazzi velde met een kopstoot op zijn borst. Zidane werd uit het veld gestuurd en het was meteen zijn laatste actie als profvoetballer. In de strafschoppenserie miste alleen Trezeguet namens Frankrijk een voorsprong, Grosso benutte de winnende strafschop. Verdediger Fabio Cannavaro werd uitgeroepen tot beste speler van het toernooi.

#### EK 2008

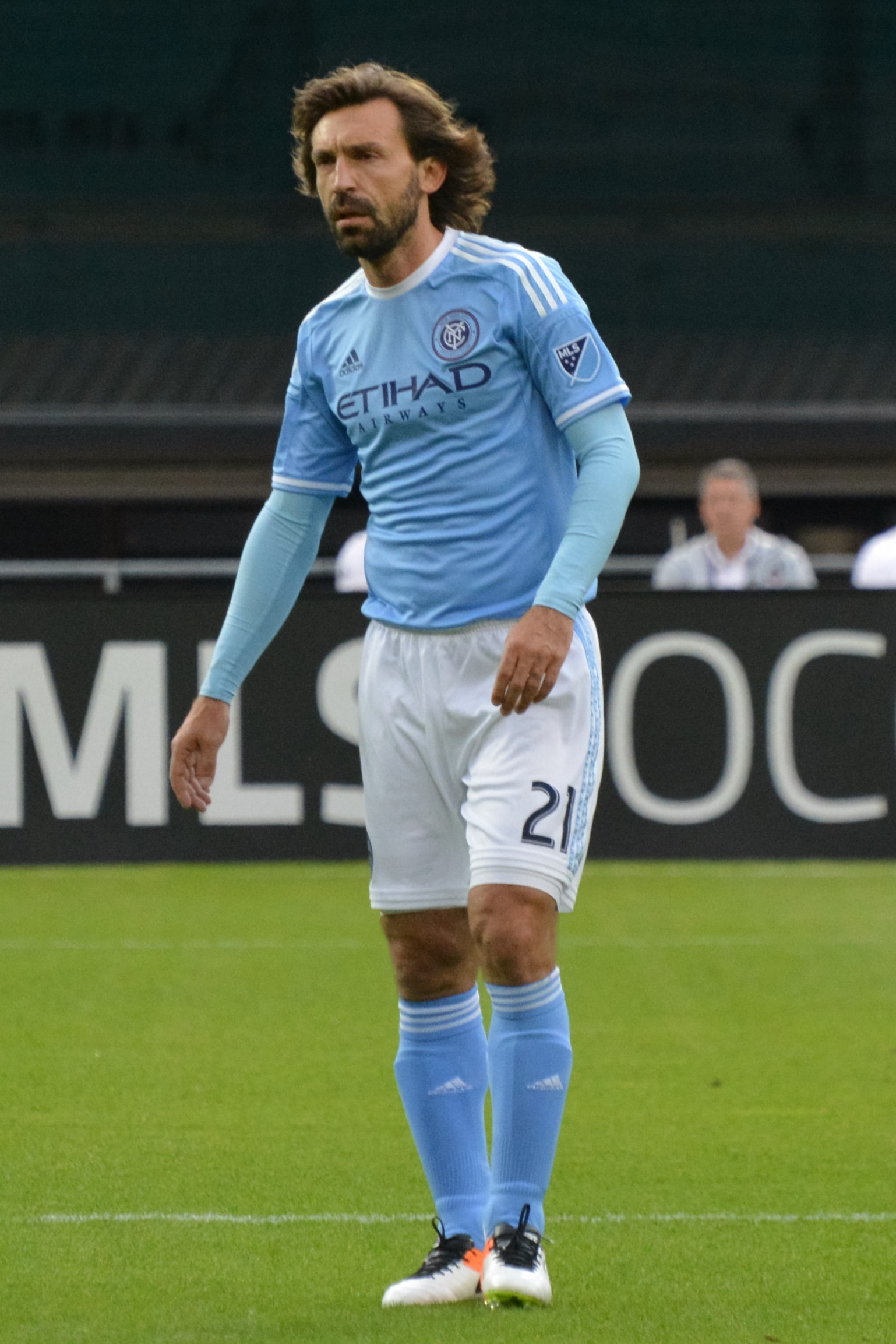
Andrea Pirlo

Lippi besloot al voor het toernooi op te stappen als bondscoach, hij werd opgevolgd door oud-speler Roberto Donadoni. In de kwalificatie voor het EK van 2008 begon Italië slecht met een 1-1 gelijkspel tegen Litouwen en een 3-1-nederlaag tegen Frankrijk. Daarna won Italië alle wedstrijden behalve de thuiswedstrijd tegen Frankrijk en na een 1-2-zege op Schotland was de ploeg zeker van EK-deelname. Vlak voor het toernooi raakte Italië Cannavaro met een blessure kwijt. Het EK in Zwitserland en Oostenrijk begon met een 3-0-nederlaag tegen Nederland, tegen Roemenië ontsnapte de wereldkampioen aan snelle uitschakeling, omdat Buffon een strafschop van Adrian Mutu stopte. Er moest gewonnen worden van Frankrijk, terwijl Roemenië niet moest winnen van het al geplaatste Nederland. Italië won door een benutte strafschop van Andrea Pirlo en een doelpunt van Daniele de Rossi. Aangezien Roemenië met 2-0 van Nederland verloor was Italië zeker van de kwartfinales. In een vooral van Italiaanse kant terughoudende wedstrijd werd Italië na strafschoppen uitgeschakeld door Spanje. In zijn contract stond dat Donadoni minstens de halve finale moest halen en hij werd ontslagen.

#### WK 2010
Lippi begon aan zijn tweede ambtstermijn, als wereldkampioen nam Italië voor de eerste keer deel aan de Confederations Cup. Een succes werd het niet, Italië begon met een 3-1-zege op de Verenigde Staten, maar nederlagen tegen Egypte en Brazilië zorgde voor snelle uitschakeling. Het plaatste zich zonder veel moeite voor het WK van 2010, in de voorlaatste wedstrijd was een 2-2 gelijkspel tegen de laatste concurrent Ierland genoeg voor plaatsing, Alberto Gilardino zorgde in de laatste minuut voor de gelijkmaker. De Eindronde in Zuid-Afrika werd een fiasco, na gelijkspelen tegen Paraguay en Nieuw-Zeeland werd de laatste groepswedstrijd tegen Slowakije met 3-2 verloren. Regerend wereldkampioen Italië eindigde zelfs op de laatste plaats in zijn groep.

### 2010 - van EK-finalist, naar geen kwalificatie voor het WK tot Europees kampioen tot weer geen WK

#### EK 2012

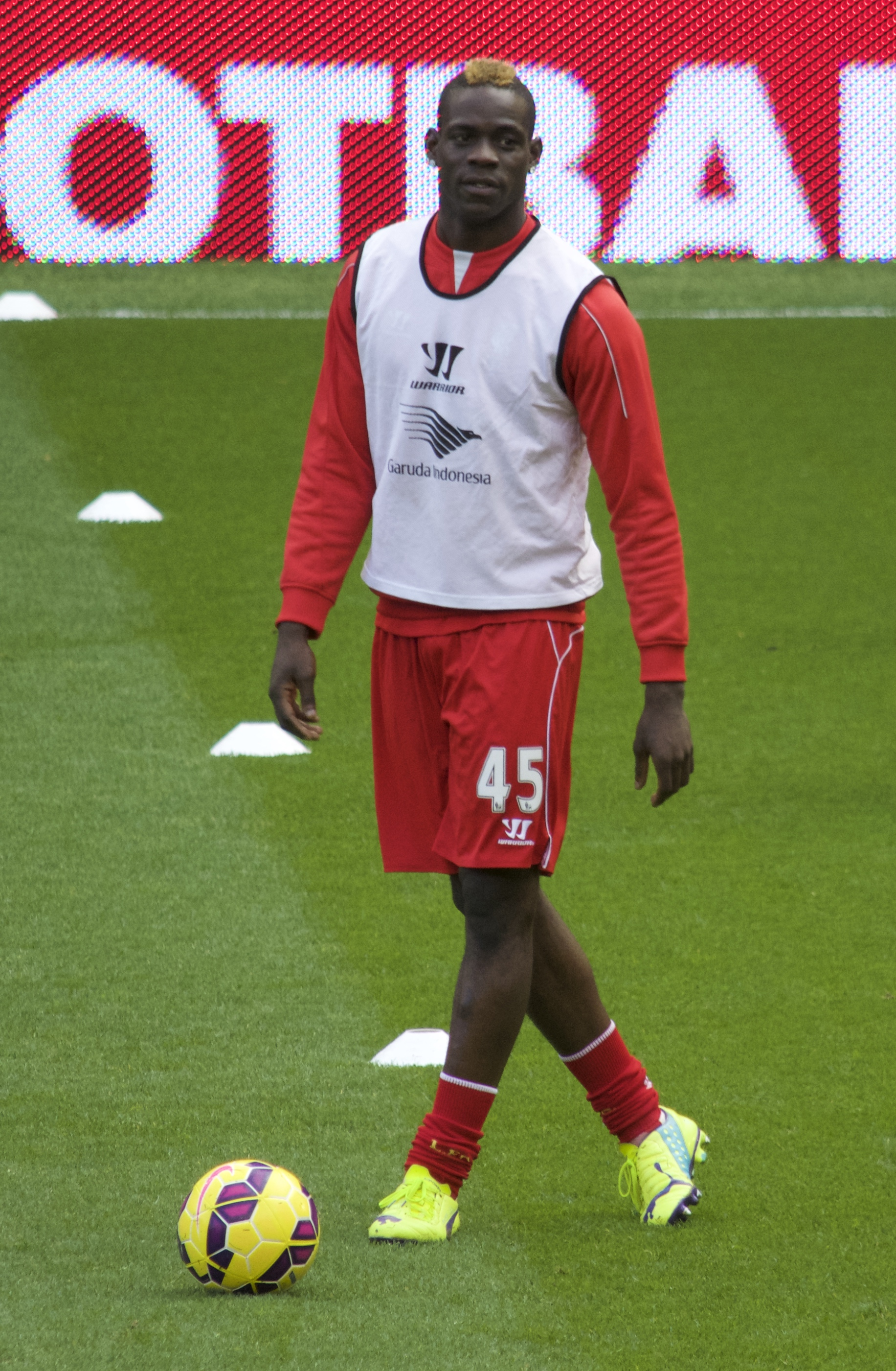
Mario Balotelli

Onder Cesare Prandelli plaatste Italië zich probleemloos voor het EK in 2012, de voorsprong was tien punten op Estland. Meest opmerkelijke wedstrijd was de thuiswedstrijd tegen Servië, de wedstrijd werd na zeven minuten gestaakt na onophoudelijk wangedrag van de Servische supporters. De UEFA besloot de wedstrijd om te zetten naar een 3-0-zege voor Italië. Op de eindronde in Polen en Oekraïne maakte Italië een frisse indruk met een verjongingskuur, gestuurd door de twee routiniers Buffon en Pirlo. Meest opmerkelijke nieuwkomer was Mario Balotelli van Manchester City, de soms geniale spits, dier vaak in opspraak kwam door wangedrag. Italië overleefde de groepsfase na gelijke spelen tegen Spanje en Kroatië en een 2-0-zege op Ierland. In de kwartfinale tegen Engeland had Italië genoeg kansen de wedstrijd te beslissen, maar na verlenging was er nog niet gescoord. In de strafschoppenserie miste Riccardo Montolivo als eerste een strafschop, de tweede strafschop was een gedurfde "Panenka" van Andreas Pirlo. De volgende twee strafschoppen werden door de Engelsen gemist, waardoor Italië zich plaatste voor de halve finales tegen het favoriete Duitsland. Balotelli scoorde in de eerste helft twee doelpunten, uiteindelijk won Italië met 2-1. Later liet Balotelli een standbeeld maken van zijn houding na het maken van het tweede doelpunt. Het halen van de finale tegen Spanje was wel een slijtageslag voor de ploeg, want tijdens de finale viel Giorgio Chiellini al na 21 minuten uit en in de laatste dertig minuten speelde Italië met tien man, toen de laatste wissel Thiago Motta uitviel met een hamstringblessure. Spanje prolongeerde zijn Europese titel en won met 4-0.

#### WK 2014
Omdat Spanje ook al regerend wereldkampioen was, mocht Italië in 2013 opnieuw meedoen aan de Confederations Cup in Brazilië. Het team haalde de halve finale tegen Spanje en bood nu veel meer tegenstand dan een jaar eerder. Na een doelpuntloos gelijkspel won Spanje na strafschoppen, Italië werd uiteindelijk derde door na strafschoppen van Uruguay te winnen. Kwalificatie voor het WK van 2014 was ook nu weer geen groot probleem, twee wedstrijden voor het einde van de cyclus was Italië zeker van deelname met ruime voorsprong op Denemarken en Tsjechië. Op het WK in Brazilië begon Italië met een wedstrijd in het Amazonegebied. In een levendige wedstrijd werd Engeland met 2-1 verslagen dankzij een doelpunt van Balotelli. De wedstrijd tegen Costa Rica leverde een teleurstellende 1-0-nederlaag op, in de laatste groepswedstrijd zou een gelijkspel tegen Uruguay genoeg zijn om op doelsaldo voor te blijven. In een wedstrijd zonder veel hoogtepunten zat het venijn in de staart, de Uruguayaan Luis Suárez beet verdediger Chiellini, hij zou later voor negen duels geschorst worden en zou het restant van het toernooi moeten missen. Vlak daarna scoorde Diego Godín met zijn kop het winnende doelpunt namens Uruguay en Italië was opnieuw vroegtijdig uitgeschakeld op een WK. Na dit echec nam Prandelli ontslag als bondscoach.

#### EK 2016
Met zeven overwinningen en drie gelijke spelen was kwalificatie voor het EK van 2016 geen probleem, Italië werd eerste in zijn groep boven Kroatië en Noorwegen. Meest opmerkelijke wedstrijd was de uitwedstrijd tegen Kroatië, in een leeg stadium was een hakenkruis gemaaid op het grasveld. Het EK in Frankrijk begon goed met een overwinning op België met doelpunten van Emanuele Giaccherini en Graziano Pellè. Na een overwinning op Zweden was de ploeg al zeker van de achtste finale, een nederlaag tegen Ierland had geen consequenties. De achtste finale tegen Spanje was een herhaling van de finale van vier jaar terug, alleen nu was Italië met name in de eerste helft oppermachtig, Chellini en Pelle maakten de doelpunten. De kwartfinale tegen Duitsland was een wedstrijd zonder veel hoogtepunten en na een 1-1 gelijkspel moesten de strafschoppen de beslissing brengen. Het spektakel vond plaats tijdens de strafschoppen, in de strafschoppenserie misten zowel Italië en Duitsland drie strafschoppen. Vooral de misser van Simone Zaza werd iconisch. Uiteindelijk miste Matteo Darmian de beslissende strafschop en voor de eerste keer in de historie schakelde Duitsland Italië op een groot toernooi uit. Trainer Antonio Conte vertrok naar Chelsea.

#### WK 2018

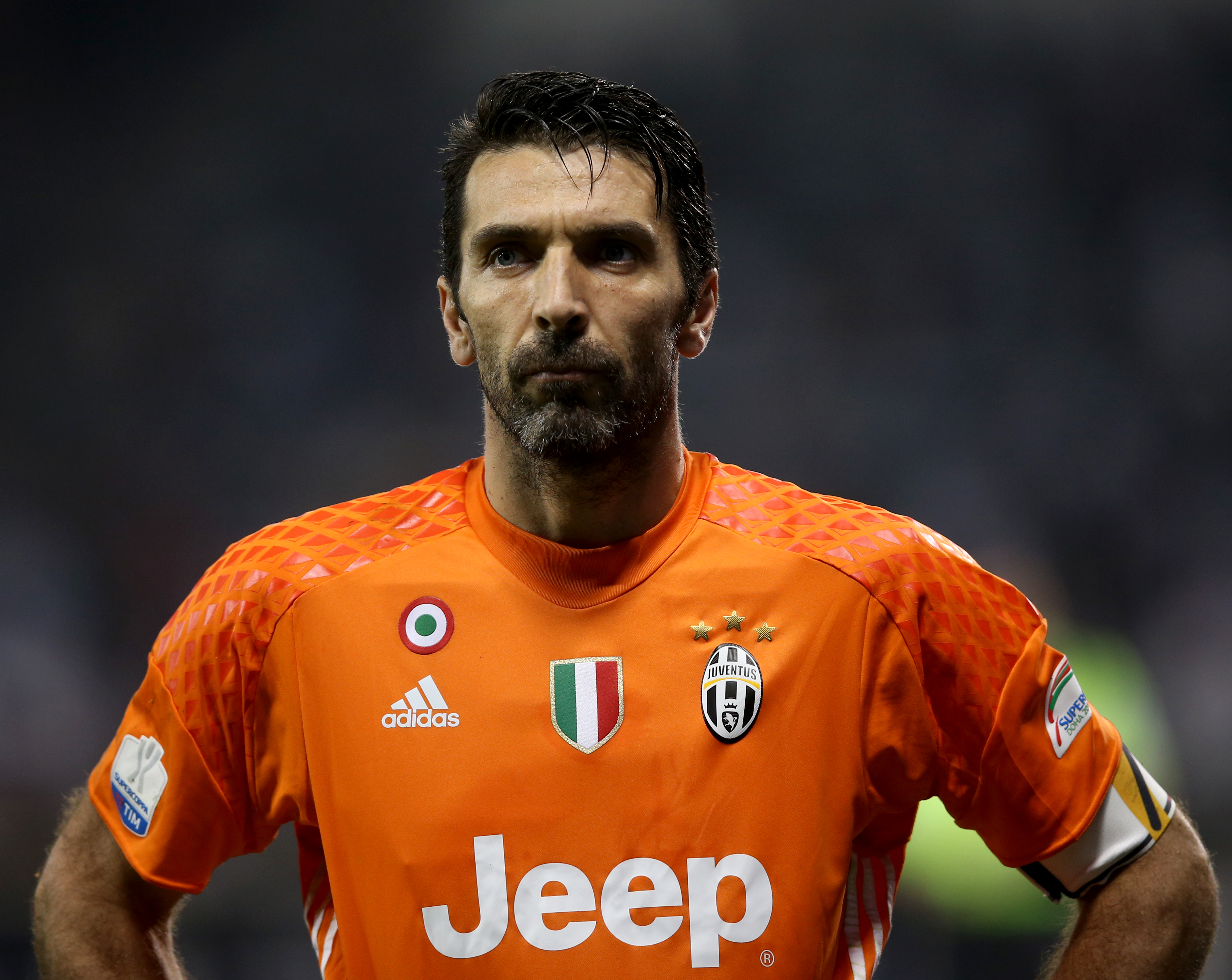
Gianluigi Buffon

Voor de zoveelste keer in korte tijd was Spanje een tegenstander, nu voor kwalificatie voor het WK van 2018. De andere ploegen in de kwalificatiepoule speelden geen rol van betekenis. De thuiswedstrijd in Turijn eindigde in een gelijkspel. Daniele De Rossi maakte vlak voor tijd de gelijkmaker uit een strafschop. Tijdens de wedstrijd werd Graziano Pellè gewisseld. Hij weigerde de hand van de nieuwe bondscoach Giampiero Ventura en werd na de wedstrijd uit de selectie gezet. De uitwedstrijd in Madrid eindigde in een 3–0-nederlaag en na puntverlies in de thuiswedstrijd tegen Macedonië eindigde Italië als tweede in de poule. Italië moest daardoor in november play-offwedstrijden spelen. Het team kwam daarin uit tegen Zweden. In Solna won Zweden met 1–0, waarna het 0–0 bleef in Milaan. Daarmee misten de Italianen voor het eerst sinds 1958 een WK. De Italiaanse bond schoof Ventura op 15 november 2017 aan de kant. In deze trieste wedstrijd voor het voetbalgekke Italië nam Buffon na 175 interlands afscheid als international, een recordaantal voor een Europese speler.

#### EK 2020

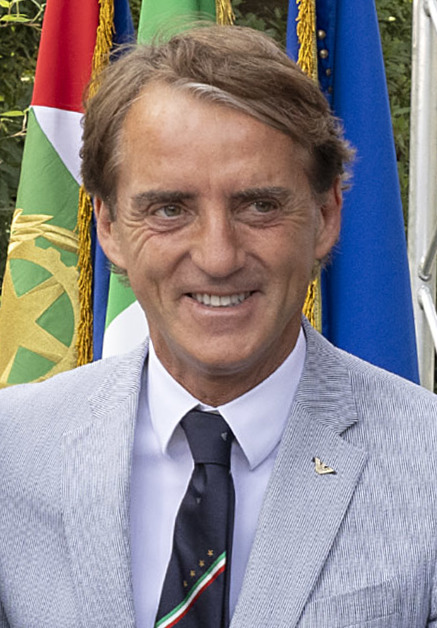
bondscoach Roberto Mancini (2021)

Na aanstelling van Roberto Mancini begon de 'rinascimento', de heropleving van de Squadra Azzurra. Na de teleurstelling van het gemiste WK 2018 in Rusland, slaagde het Italiaans elftal erin om 34 wedstrijden ongeslagen te blijven. Uiteindelijk, na overwinningen tegen Oostenrijk, België en Spanje (na strafschoppen), speelden ze de finale tegen Engeland. Deze finale eindigde na 120 minuten op 1-1. Na een vroeg doelpunt van Luke Shaw en de gelijkmaker van Leonardo Bonucci was het tijd voor strafschoppen. Domenico Berardi, Leonardo Bonucci en Jorginho scoorden voor de Italianen. Voor de Engelsen scoorden Harry Kane en Harry Maguire. Gianluigi Donnarumma redde de poging van Bukayo Saka waardoor Italië zichzelf Europees Kampioen mocht noemen.
De finale werd deels ontsierd door racisme van de Engelse fans aan het adres van Marcus Rashford, Bukayo Saka en Raheem Sterling. Fans van de 'Three Lions' bestormden Wembley, zij hadden geen tickets kunnen bemachtigen en probeerden toch het stadion binnen te dringen. Aan de uitgangen van Wembley stond een aantal Engelse fans de Italiaanse fans op te wachten om hun aan te vallen.

## Deelnames aan internationale toernooien

### Wereldkampioenschap
| Wereldkampioenschap voetbal | Wereldkampioenschap voetbal | Wereldkampioenschap voetbal | Wereldkampioenschap voetbal | Wereldkampioenschap voetbal | Wereldkampioenschap voetbal | Wereldkampioenschap voetbal | Wereldkampioenschap voetbal | Wereldkampioenschap voetbal | Wereldkampioenschap voetbal |
| Jaar                        | Ronde                       | Wed.                        | W                           | G                           | V                           | DV                          | DT                          | Kwal                        |                             |
| --------------------------- | --------------------------- | --------------------------- | --------------------------- | --------------------------- | --------------------------- | --------------------------- | --------------------------- | --------------------------- | --------------------------- |
| 1930                        | Geen deelname               | Geen deelname               | Geen deelname               | Geen deelname               | Geen deelname               | Geen deelname               | Geen deelname               | Geen deelname               |                             |
| 1934                        | Kampioen                    | 5                           | 4                           | 1                           | 0                           | 12                          | 3                           | (Kwal.)                     |                             |
| 1938                        | Kampioen                    | 4                           | 4                           | 0                           | 0                           | 11                          | 5                           |                             |                             |
| 1950                        | Groepsfase                  | 2                           | 1                           | 0                           | 1                           | 4                           | 3                           |                             |                             |
| 1954                        | Groepsfase                  | 3                           | 1                           | 0                           | 2                           | 6                           | 7                           | (Kwal.)                     |                             |
| 1958                        | Niet gekwalificeerd         | Niet gekwalificeerd         | Niet gekwalificeerd         | Niet gekwalificeerd         | Niet gekwalificeerd         | Niet gekwalificeerd         | Niet gekwalificeerd         | Niet gekwalificeerd         |                             |
| 1962                        | Groepsfase                  | 3                           | 1                           | 1                           | 1                           | 3                           | 2                           | (Kwal.)                     |                             |
| 1966                        | Groepsfase                  | 3                           | 1                           | 0                           | 2                           | 2                           | 2                           | (Kwal.)                     |                             |
| 1970                        | Tweede                      | 6                           | 3                           | 2                           | 1                           | 10                          | 8                           | (Kwal.)                     |                             |
| 1974                        | Groepsfase                  | 3                           | 1                           | 1                           | 1                           | 5                           | 4                           | (Kwal.)                     |                             |
| 1978                        | Vierde                      | 7                           | 4                           | 1                           | 2                           | 9                           | 6                           | (Kwal.)                     |                             |
| 1982                        | Kampioen                    | 7                           | 4                           | 3                           | 0                           | 12                          | 6                           | (Kwal.)                     |                             |
| 1986                        | Achtste finale              | 4                           | 1                           | 2                           | 1                           | 5                           | 6                           |                             |                             |
| 1990                        | Derde                       | 7                           | 6                           | 1                           | 0                           | 10                          | 2                           |                             |                             |
| 1994                        | Tweede                      | 7                           | 4                           | 2                           | 1                           | 8                           | 5                           | (Kwal.)                     |                             |
| 1998                        | Kwartfinale                 | 5                           | 3                           | 2                           | 0                           | 8                           | 3                           | (Kwal.)                     |                             |
| 2002                        | Achtste finale              | 4                           | 1                           | 1                           | 2                           | 5                           | 5                           | (Kwal.)                     |                             |
| 2006                        | Kampioen                    | 7                           | 5                           | 2                           | 0                           | 12                          | 2                           | (Kwal.)                     |                             |
| 2010                        | Groepsfase                  | 3                           | 0                           | 2                           | 1                           | 4                           | 5                           | (Kwal.)                     |                             |
| 2014                        | Groepsfase                  | 3                           | 1                           | 0                           | 2                           | 2                           | 3                           | (Kwal.)                     |                             |
| 2018                        | Niet gekwalificeerd         | Niet gekwalificeerd         | Niet gekwalificeerd         | Niet gekwalificeerd         | Niet gekwalificeerd         | Niet gekwalificeerd         | Niet gekwalificeerd         | Niet gekwalificeerd         |                             |
| 2022                        | Niet gekwalificeerd         | Niet gekwalificeerd         | Niet gekwalificeerd         | Niet gekwalificeerd         | Niet gekwalificeerd         | Niet gekwalificeerd         | Niet gekwalificeerd         | Niet gekwalificeerd         |                             |

### Europees kampioenschap voetbal
| Europees kampioenschap voetbal | Europees kampioenschap voetbal | Europees kampioenschap voetbal | Europees kampioenschap voetbal | Europees kampioenschap voetbal | Europees kampioenschap voetbal | Europees kampioenschap voetbal | Europees kampioenschap voetbal | Europees kampioenschap voetbal | Europees kampioenschap voetbal |
| Jaar                           | Ronde                          | Wed.                           | W                              | G                              | V                              | DV                             | DT                             | Kwal                           |                                |
| ------------------------------ | ------------------------------ | ------------------------------ | ------------------------------ | ------------------------------ | ------------------------------ | ------------------------------ | ------------------------------ | ------------------------------ | ------------------------------ |
| 1960                           | Geen deelname                  | Geen deelname                  | Geen deelname                  | Geen deelname                  | Geen deelname                  | Geen deelname                  | Geen deelname                  | Geen deelname                  |                                |
| 1964                           | Niet gekwalificeerd            | Niet gekwalificeerd            | Niet gekwalificeerd            | Niet gekwalificeerd            | Niet gekwalificeerd            | Niet gekwalificeerd            | Niet gekwalificeerd            | Niet gekwalificeerd            |                                |
| 1968                           | Kampioen                       | 3                              | 1                              | 2                              | 0                              | 3                              | 1                              | (Kwal.)                        |                                |
| 1972                           | Niet gekwalificeerd            | Niet gekwalificeerd            | Niet gekwalificeerd            | Niet gekwalificeerd            | Niet gekwalificeerd            | Niet gekwalificeerd            | Niet gekwalificeerd            | Niet gekwalificeerd            |                                |
| 1976                           | Niet gekwalificeerd            | Niet gekwalificeerd            | Niet gekwalificeerd            | Niet gekwalificeerd            | Niet gekwalificeerd            | Niet gekwalificeerd            | Niet gekwalificeerd            | Niet gekwalificeerd            |                                |
| 1980                           | Vierde                         | 4                              | 1                              | 3                              | 0                              | 2                              | 1                              |                                |                                |
| 1984                           | Niet gekwalificeerd            | Niet gekwalificeerd            | Niet gekwalificeerd            | Niet gekwalificeerd            | Niet gekwalificeerd            | Niet gekwalificeerd            | Niet gekwalificeerd            | Niet gekwalificeerd            |                                |
| 1988                           | Halve finale                   | 4                              | 2                              | 1                              | 1                              | 4                              | 3                              | (Kwal.)                        |                                |
| 1992                           | Niet gekwalificeerd            | Niet gekwalificeerd            | Niet gekwalificeerd            | Niet gekwalificeerd            | Niet gekwalificeerd            | Niet gekwalificeerd            | Niet gekwalificeerd            | Niet gekwalificeerd            |                                |
| 1996                           | Groepsfase                     | 3                              | 1                              | 1                              | 1                              | 3                              | 3                              | (Kwal.)                        |                                |
| 2000                           | Tweede                         | 6                              | 4                              | 1                              | 1                              | 9                              | 4                              | (Kwal.)                        |                                |
| 2004                           | Groepsfase                     | 3                              | 1                              | 2                              | 0                              | 3                              | 2                              | (Kwal.)                        |                                |
| 2008                           | Kwartfinale                    | 4                              | 1                              | 2                              | 1                              | 3                              | 4                              | (Kwal.)                        |                                |
| 2012                           | Tweede                         | 6                              | 2                              | 3                              | 1                              | 6                              | 7                              | (Kwal.)                        |                                |
| 2016                           | Kwartfinale                    | 5                              | 3                              | 1                              | 1                              | 6                              | 2                              | (Kwal.)                        |                                |
| 2020                           | Kampioen                       | 7                              | 4                              | 3                              | 0                              | 13                             | 4                              | (Kwal.)                        |                                |
| 2024                           | Achtste finale                 | 4                              | 1                              | 1                              | 2                              | 3                              | 5                              | (Kwal.)                        |                                |

### FIFA Confederations Cup
| FIFA Confederations Cup | FIFA Confederations Cup | FIFA Confederations Cup | FIFA Confederations Cup | FIFA Confederations Cup | FIFA Confederations Cup | FIFA Confederations Cup | FIFA Confederations Cup | FIFA Confederations Cup |
| Jaar                    | Ronde                   | Wed.                    | W                       | G                       | V                       | DV                      | DT                      |                         |
| ----------------------- | ----------------------- | ----------------------- | ----------------------- | ----------------------- | ----------------------- | ----------------------- | ----------------------- | ----------------------- |
| 2009                    | Groepsfase              | 3                       | 1                       | 0                       | 2                       | 3                       | 5                       |                         |
| 2013                    | Derde                   | 5                       | 2                       | 2                       | 1                       | 10                      | 10                      |                         |

### UEFA Nations League
| 2018–19 | A | 8e | 4 | 1 | 2 | 1 | 2  | 2  | Stabiel |
| 2020–21 | A | 3e | 8 | 4 | 3 | 1 | 10 | 5  | Stabiel |
| 2022–23 | A | 3e | 8 | 4 | 2 | 2 | 12 | 11 | Stabiel |

## FIFA-wereldranglijst[16]
| 1993 | 1994 | 1995 | 1996 | 1997 | 1998 | 1999 | 2000 | 2001 | 2002 | 2003 | 2004 | 2005 | 2006 | 2007 | 2008 | 2009 | 2010 | 2011 | 2012 |
| ---- | ---- | ---- | ---- | ---- | ---- | ---- | ---- | ---- | ---- | ---- | ---- | ---- | ---- | ---- | ---- | ---- | ---- | ---- | ---- |
| 2    | 4    | 3    | 10   | 9    | 7    | 14   | 4    | 6    | 14   | 10   | 10   | 12   | 2    | 3    | 4    | 4    | 14   | 9    | 4    |
| 2013 | 2014 | 2015 | 2016 | 2017 | 2018 | 2019 | 2020 | 2021 | 2022 | 2023 | 2024 |      |      |      |      |      |      |      |      |
| 7    | 11   | 15   | 16   | 14   | 18   | 13   | 10   | 6    | 8    | 9    | 9    |      |      |      |      |      |      |      |      |

## Tenue

### Sponsor
| Periode   | Kledingsponsor |
| --------- | -------------- |
| 1974-1978 | Adidas         |
| 1978-1979 | Balia          |
| 1979-1984 | Le Coq Sportif |
| 1984-1985 | Ennerre        |
| 1985-1994 | Diadora        |
| 1994-1999 | Nike           |
| 1999-2003 | Kappa          |
| 2003-2022 | Puma           |
| 2023-     | Adidas         |

## Huidige selectie
De volgende spelers behoren tot de selectie voor het EK 2024.
Interlands en doelpunten bijgewerkt tot en met de wedstrijd tegen  Zwitserland op 29 juni 2024.
| Rugnummer   | Naam                  | Wed. | Dlpnt. | Club                |
| ----------- | --------------------- | ---- | ------ | ------------------- |
| Doel        |                       |      |        |                     |
| 1           | Gianluigi Donnarumma  | 66   | 0      | Paris Saint-Germain |
| 26          | Alex Meret            | 3    | 0      | Napoli              |
| 12          | Guglielmo Vicario     | 2    | 0      | Tottenham Hotspur   |
| Verdediging |                       |      |        |                     |
| 13          | Matteo Darmian        | 46   | 2      | Internazionale      |
| 2           | Giovanni Di Lorenzo   | 39   | 3      | Napoli              |
| 23          | Alessandro Bastoni    | 27   | 2      | Internazionale      |
| 3           | Federico Dimarco      | 22   | 2      | Internazionale      |
| 17          | Gianluca Mancini      | 14   | 0      | AS Roma             |
| 24          | Andrea Cambiaso       | 7    | 0      | Juventus            |
| 5           | Riccardo Calafiori    | 5    | 0      | Arsenal             |
| 4           | Alessandro Buongiorno | 4    | 0      | Torino              |
| 6           | Federico Gatti        | 3    | 0      | Juventus            |
| 15          | Raoul Bellanova       | 2    | 0      | Torino              |
| Middenveld  |                       |      |        |                     |
| 18          | Nicolò Barella        | 57   | 10     | Internazionale      |
| 8           | Jorginho              | 57   | 5      | Arsenal             |
| 16          | Bryan Cristante       | 43   | 2      | AS Roma             |
| 10          | Lorenzo Pellegrini    | 34   | 6      | AS Roma             |
| 7           | Davide Frattesi       | 19   | 5      | Internazionale      |
| 21          | Nicolò Fagioli        | 5    | 0      | Juventus            |
| 25          | Michael Folorunsho    | 2    | 0      | Hellas Verona       |
| Aanval      |                       |      |        |                     |
| 14          | Federico Chiesa       | 51   | 7      | Juventus            |
| 22          | Stephan El Shaarawy   | 32   | 7      | AS Roma             |
| 11          | Giacomo Raspadori     | 30   | 6      | Napoli              |
| 9           | Gianluca Scamacca     | 20   | 1      | Atalanta Bergamo    |
| 19          | Mateo Retegui         | 12   | 4      | Genoa               |
| 20          | Mattia Zaccagni       | 8    | 1      | Lazio               |

## Bekende spelers
- Demetrio Albertini
- Alberto Aquilani
- Dino Baggio
- Roberto Baggio
- Mario Balotelli
- Franco Baresi
- Gianluigi Buffon
- Mauro Camoranesi
- Fabio Cannavaro
- Fabio Capello
- Pierluigi Casiraghi
- Bruno Conti
- Alessandro Costacurta
- Alessandro Del Piero
- Daniele De Rossi
- Angelo Di Livio
- Giacinto Facchetti
- Ciro Ferrara
- Gennaro Gattuso
- Claudio Gentile
- Fabio Grosso
- Filippo Inzaghi
- Paolo Maldini
- Roberto Mancini
- Marco Materazzi
- Giuseppe Meazza
- Alessandro Nesta
- Massimo Oddo
- Gianluca Pagliuca
- Christian Panucci
- Simone Perrotta
- Angelo Peruzzi
- Silvio Piola
- Andrea Pirlo
- Pietro Rava
- Fabrizio Ravanelli
- Luigi Riva
- Gianni Rivera
- Paolo Rossi
- Gaetano Scirea
- Marco Tardelli
- Damiano Tommasi
- Luca Toni
- Francesco Totti
- Gianluca Vialli
- Christian Vieri
- Gianluca Zambrotta
- Walter Zenga
- Dino Zoff
- Gianfranco Zola

## Meeste wedstrijden
|    | Speler             | Carrière  | Interlands | Goals |
| -- | ------------------ | --------- | ---------- | ----- |
| 1  | Gianluigi Buffon   | 1997-2018 | 176        | 0     |
| 2  | Fabio Cannavaro    | 1997-2010 | 136        | 2     |
| 3  | Paolo Maldini      | 1988-2002 | 126        | 7     |
| 4  | Leonardo Bonucci   | 2010-2023 | 121        | 8     |
| 5  | Daniele De Rossi   | 2004-2017 | 117        | 21    |
| 5  | Giorgio Chiellini  | 2004-2022 | 117        | 8     |
| 7  | Andrea Pirlo       | 2002-2015 | 116        | 13    |
| 8  | Dino Zoff          | 1968-1983 | 112        | 0     |
| 9  | Gianluca Zambrotta | 1999-2010 | 98         | 2     |
| 10 | Giacinto Facchetti | 1963-1977 | 94         | 3     |

## Topscorers
|   | Speler               | Carrière  | Goals | Interlands | Moyenne |
| - | -------------------- | --------- | ----- | ---------- | ------- |
| 1 | Luigi Riva†          | 1965–1974 | 35    | 42         | 0,83    |
| 2 | Giuseppe Meazza†     | 1930-1939 | 33    | 53         | 0,62    |
| 3 | Silvio Piola†        | 1935-1952 | 30    | 34         | 0,88    |
| 4 | Roberto Baggio       | 1988-2004 | 27    | 56         | 0,48    |
| 4 | Alessandro Del Piero | 1995-2008 | 27    | 91         | 0,30    |
| 6 | Adolfo Baloncieri†   | 1920-1930 | 25    | 47         | 0,53    |
| 6 | Filippo Inzaghi      | 1997-2007 | 25    | 57         | 0,44    |
| 6 | Alessandro Altobelli | 1980-1988 | 25    | 61         | 0,41    |
| 9 | Christian Vieri      | 1997-2005 | 23    | 49         | 0,47    |
| 9 | Francesco Graziani   | 1975-1983 | 23    | 64         | 0,36    |

## Statistieken
- Bijgewerkt tot en met EK-duel tegen  Kroatië (1-1) op 24 juni 2024.

### Van jaar tot jaar
| Jaar | Wedstrijden | Wedstrijden | Wedstrijden | Wedstrijden | Doelpunten | Doelpunten | Doelpunten | Punten |
| Jaar | Duels       | Winst       | Gelijk      | Verlies     | Voor       | Tegen      | Saldo      | Punten |
| ---- | ----------- | ----------- | ----------- | ----------- | ---------- | ---------- | ---------- | ------ |
| 1910 | 2           | 1           | 0           | 1           | 7          | 8          | –1         | 1.000  |
| 1911 | 4           | 0           | 2           | 2           | 4          | 8          | –4         | 0.500  |
| 1912 | 5           | 1           | 0           | 4           | 8          | 15         | –7         | 0.400  |
| 1913 | 3           | 1           | 0           | 2           | 1          | 3          | –2         | 0.667  |
| 1914 | 4           | 2           | 2           | 0           | 4          | 1          | +3         | 1.500  |
| 1915 | 1           | 1           | 0           | 0           | 3          | 1          | +2         | 2.000  |
|      |             |             |             |             |            |            |            |        |
| 1920 | 7           | 3           | 1           | 3           | 15         | 15         | 0          | 1.000  |
| 1921 | 5           | 3           | 2           | 0           | 10         | 7          | +3         | 1.600  |
| 1922 | 4           | 1           | 3           | 0           | 10         | 8          | +2         | 1.250  |
| 1923 | 4           | 1           | 2           | 1           | 4          | 6          | –2         | 1.000  |
| 1924 | 8           | 3           | 2           | 3           | 8          | 15         | –7         | 1.000  |
| 1925 | 6           | 2           | 1           | 3           | 11         | 6          | +5         | 0.833  |
| 1926 | 6           | 3           | 1           | 2           | 14         | 12         | +2         | 1.167  |
| 1927 | 7           | 3           | 3           | 1           | 17         | 10         | +7         | 1.286  |
| 1928 | 12          | 7           | 3           | 2           | 42         | 27         | +15        | 1.417  |
| 1929 | 4           | 2           | 0           | 2           | 11         | 8          | +3         | 1.000  |
| 1930 | 5           | 3           | 1           | 1           | 14         | 6          | +8         | 1.400  |
| 1931 | 8           | 5           | 3           | 0           | 18         | 6          | +12        | 1.625  |
| 1932 | 6           | 3           | 1           | 2           | 12         | 8          | +4         | 1.167  |
| 1933 | 7           | 6           | 1           | 0           | 18         | 6          | +12        | 1.857  |
| 1934 | 9           | 6           | 1           | 2           | 24         | 12         | +12        | 1.444  |
| 1935 | 4           | 2           | 1           | 1           | 7          | 5          | +2         | 1.250  |
| 1936 | 10          | 8           | 2           | 0           | 27         | 10         | +17        | 1.800  |
| 1937 | 5           | 3           | 2           | 0           | 8          | 3          | +5         | 1.600  |
| 1938 | 8           | 8           | 0           | 0           | 24         | 6          | +18        | 2.000  |
| 1939 | 8           | 5           | 1           | 2           | 17         | 16         | +1         | 1.375  |
| 1940 | 4           | 2           | 2           | 0           | 7          | 5          | +2         | 1.500  |
|      |             |             |             |             |            |            |            |        |
| 1942 | 2           | 2           | 0           | 0           | 8          | 0          | +8         | 2.000  |
|      |             |             |             |             |            |            |            |        |
| 1945 | 1           | 0           | 1           | 0           | 4          | 4          | 0          | 1.000  |
| 1946 | 1           | 1           | 0           | 0           | 3          | 2          | +1         | 2.000  |
| 1947 | 4           | 3           | 0           | 1           | 12         | 10         | +2         | 1.500  |
| 1948 | 4           | 2           | 0           | 2           | 15         | 10         | +5         | 1.000  |
| 1949 | 5           | 3           | 1           | 1           | 11         | 6          | +5         | 1.400  |
| 1950 | 4           | 2           | 0           | 2           | 7          | 5          | +2         | 1.000  |
| 1951 | 5           | 2           | 3           | 0           | 10         | 4          | +6         | 1.400  |
| 1952 | 6           | 2           | 2           | 2           | 12         | 7          | +5         | 1.000  |
| 1953 | 4           | 2           | 0           | 2           | 5          | 6          | –1         | 1.000  |
| 1954 | 6           | 4           | 0           | 2           | 16         | 9          | +7         | 1.333  |
| 1955 | 5           | 3           | 0           | 2           | 5          | 8          | –3         | 1.200  |
| 1956 | 6           | 3           | 1           | 2           | 8          | 5          | +3         | 1.167  |
| 1957 | 5           | 2           | 1           | 2           | 7          | 11         | –4         | 1.000  |
| 1958 | 4           | 0           | 2           | 2           | 6          | 8          | –2         | 0.500  |
| 1959 | 4           | 0           | 3           | 1           | 5          | 6          | –1         | 0.750  |
| 1960 | 3           | 1           | 0           | 2           | 5          | 5          | 0          | 0.667  |
| 1961 | 5           | 4           | 0           | 1           | 19         | 8          | +11        | 1.600  |
| 1962 | 7           | 5           | 1           | 1           | 16         | 5          | +11        | 1.571  |
| 1963 | 6           | 4           | 1           | 1           | 7          | 3          | +4         | 1.500  |
| 1964 | 4           | 3           | 1           | 0           | 12         | 3          | +9         | 1.750  |
| 1965 | 9           | 4           | 3           | 2           | 19         | 8          | +11        | 1.222  |
| 1966 | 10          | 7           | 1           | 2           | 21         | 4          | +17        | 1.500  |
| 1967 | 6           | 4           | 2           | 0           | 15         | 3          | +12        | 1.667  |
| 1968 | 6           | 3           | 2           | 1           | 8          | 4          | +4         | 1.333  |
| 1969 | 6           | 3           | 3           | 0           | 13         | 6          | +7         | 1.500  |
| 1970 | 11          | 6           | 4           | 1           | 20         | 13         | +7         | 1.455  |
| 1971 | 6           | 3           | 2           | 1           | 10         | 5          | +5         | 1.333  |
| 1972 | 8           | 2           | 4           | 2           | 13         | 9          | +4         | 1.000  |
| 1973 | 8           | 7           | 1           | 0           | 15         | 0          | +15        | 1.875  |
| 1974 | 8           | 1           | 4           | 3           | 6          | 8          | –2         | 0.750  |
| 1975 | 7           | 3           | 3           | 1           | 5          | 3          | +2         | 1.286  |
| 1976 | 10          | 7           | 0           | 3           | 25         | 13         | +12        | 1.400  |
| 1977 | 7           | 5           | 0           | 2           | 16         | 6          | +10        | 1.429  |
| 1978 | 14          | 7           | 3           | 4           | 15         | 13         | +2         | 1.214  |
| 1979 | 5           | 3           | 1           | 1           | 9          | 6          | +3         | 1.400  |
| 1980 | 12          | 8           | 4           | 0           | 18         | 5          | +13        | 1.667  |
| 1981 | 9           | 2           | 4           | 3           | 8          | 13         | –5         | 0.889  |
| 1982 | 13          | 4           | 6           | 3           | 15         | 13         | +2         | 1.077  |
| 1983 | 7           | 2           | 1           | 4           | 7          | 10         | –3         | 0.714  |
| 1984 | 9           | 5           | 3           | 1           | 14         | 4          | +10        | 1.444  |
| 1985 | 7           | 3           | 2           | 2           | 8          | 6          | +2         | 1.143  |
| 1986 | 10          | 6           | 2           | 2           | 17         | 11         | +6         | 1.400  |
| 1987 | 10          | 6           | 3           | 1           | 15         | 3          | +12        | 1.500  |
| 1988 | 11          | 7           | 2           | 2           | 17         | 7          | +10        | 1.455  |
| 1989 | 10          | 5           | 3           | 2           | 12         | 3          | +9         | 1.300  |
| 1990 | 13          | 9           | 4           | 0           | 17         | 3          | +14        | 1.692  |
| 1991 | 9           | 3           | 4           | 2           | 11         | 7          | +4         | 1.111  |
| 1992 | 9           | 5           | 4           | 0           | 15         | 6          | +9         | 1.556  |
| 1993 | 8           | 7           | 0           | 1           | 20         | 4          | +16        | 1.750  |
| 1994 | 16          | 9           | 3           | 4           | 20         | 12         | +8         | 1.313  |
| 1995 | 9           | 7           | 1           | 1           | 17         | 5          | +12        | 1.667  |
| 1996 | 9           | 5           | 2           | 2           | 15         | 8          | +7         | 1.333  |
| 1997 | 12          | 5           | 6           | 1           | 16         | 8          | +8         | 1.333  |
| 1998 | 12          | 8           | 3           | 1           | 26         | 9          | +17        | 1.583  |
| 1999 | 9           | 2           | 5           | 2           | 10         | 8          | +2         | 1.000  |
| 2000 | 14          | 9           | 2           | 3           | 20         | 9          | +11        | 1.429  |
| 2001 | 9           | 6           | 2           | 1           | 13         | 4          | +9         | 1.556  |
| 2002 | 13          | 4           | 4           | 5           | 14         | 13         | +1         | 0.923  |
| 2003 | 11          | 9           | 1           | 1           | 21         | 5          | +16        | 1.727  |
| 2004 | 13          | 7           | 4           | 2           | 20         | 13         | +7         | 1.385  |
| 2005 | 13          | 7           | 6           | 0           | 20         | 8          | +12        | 1.538  |
| 2006 | 16          | 8           | 6           | 2           | 25         | 12         | +13        | 1.375  |
| 2007 | 10          | 8           | 1           | 1           | 18         | 7          | +11        | 1.700  |
| 2008 | 13          | 6           | 5           | 2           | 18         | 12         | +6         | 1.308  |
| 2009 | 15          | 8           | 4           | 3           | 23         | 15         | +8         | 1.333  |
| 2010 | 12          | 2           | 7           | 3           | 14         | 11         | +3         | 0.917  |
| 2011 | 12          | 8           | 2           | 2           | 17         | 6          | +9         | 1.500  |
| 2012 | 14          | 5           | 4           | 5           | 18         | 19         | –1         | 1.000  |
| 2013 | 18          | 6           | 10          | 2           | 32         | 25         | +7         | 1.222  |
| 2014 | 12          | 6           | 3           | 3           | 12         | 7          | +5         | 1.250  |
| 2015 | 10          | 4           | 4           | 2           | 14         | 12         | +2         | 1.200  |
| 2016 | 15          | 8           | 4           | 3           | 23         | 14         | +9         | 1.333  |
| 2017 | 11          | 7           | 2           | 2           | 23         | 6          | +17        | 1.455  |
| 2018 | 11          | 3           | 5           | 3           | 9          | 11         | -2         | 1.000  |
| 2019 | 10          | 10          | 0           | 0           | 37         | 4          | +33        | 2.000  |
| 2020 | 8           | 5           | 3           | 0           | 17         | 2          | +15        | 1.625  |
| 2021 | 19          | 12          | 6           | 1           | 40         | 9          | +31        | 1.579  |
| 2022 | 11          | 5           | 2           | 4           | 14         | 16         | -25        | 1.091  |
| 2023 | 10          | 5           | 2           | 3           | 20         | 13         | +7         | 1.200  |
| 2024 | 7           | 4           | 2           | 1           | 8          | 4          | +4         |        |

## Selecties

### Wereldkampioenschap
| Doel        |                     |  |  |                          |
|             | Giuseppe Cavanna    |  |  | SSC Napoli               |
|             | Giampiero Combi     |  |  | Juventus                 |
|             | Guido Masetti       |  |  | AS Roma                  |
| Verdediging |                     |  |  |                          |
|             | Luigi Allemandi     |  |  | FC Internazionale Milano |
|             | Umberto Caligaris   |  |  | Juventus                 |
|             | Eraldo Monzeglio    |  |  | Bologna                  |
|             | Virginio Rosetta    |  |  | Juventus                 |
|             | Mario Varglien      |  |  | Juventus                 |
| Middenveld  |                     |  |  |                          |
|             | Luigi Bertolini     |  |  | Juventus                 |
|             | Felice Borel        |  |  | Juventus                 |
|             | Armando Castellazzi |  |  | FC Internazionale Milano |
|             | Giovanni Ferrari    |  |  | Juventus                 |
|             | Attilio Ferraris    |  |  | AS Roma                  |
|             | Luis Monti          |  |  | Juventus                 |
|             | Mario Pizziolo      |  |  | Fiorentina               |
| Aanval      |                     |  |  |                          |
|             | Pietro Sante Arcari |  |  | AC Milan                 |
|             | Atilio Demaría      |  |  | FC Internazionale Milano |
|             | Enrico Guaita       |  |  | AS Roma                  |
|             | Filó Guarisi        |  |  | SS Lazio                 |
|             | Giuseppe Meazza     |  |  | FC Internazionale Milano |
|             | Mumo Orsi           |  |  | Juventus                 |
|             | Angelo Schiavio     |  |  | Bologna                  |

| Doel        |                     |  |  |                          |
| 1           | Walter Zenga        |  |  | FC Internazionale Milano |
| 12          | Stefano Tacconi     |  |  | Juventus                 |
| 22          | Gianluca Pagliuca   |  |  | UC Sampdoria             |
| Verdediging |                     |  |  |                          |
| 2           | Franco Baresi       |  |  | AC Milan                 |
| 3           | Giuseppe Bergomi    |  |  | FC Internazionale Milano |
| 5           | Ciro Ferrara        |  |  | SSC Napoli               |
| 6           | Riccardo Ferri      |  |  | FC Internazionale Milano |
| 7           | Paolo Maldini       |  |  | AC Milan                 |
| 8           | Pietro Vierchowod   |  |  | UC Sampdoria             |
| Middenveld  |                     |  |  |                          |
| 4           | Luigi de Agostini   |  |  | Juventus                 |
| 9           | Carlo Ancelotti     |  |  | AC Milan                 |
| 10          | Nicola Berti        |  |  | FC Internazionale Milano |
| 11          | Fernando de Napoli  |  |  | SSC Napoli               |
| 13          | Giuseppe Giannini   |  |  | AS Roma                  |
| 14          | Giancarlo Marocchi  |  |  | Juventus                 |
| 17          | Roberto Donadoni    |  |  | AC Milan                 |
| 18          | Roberto Mancini     |  |  | UC Sampdoria             |
| Aanval      |                     |  |  |                          |
| 15          | Roberto Baggio      |  |  | Juventus                 |
| 16          | Andrea Carnevale    |  |  | AS Roma                  |
| 19          | Salvatore Schillaci |  |  | Juventus                 |
| 20          | Aldo Serena         |  |  | FC Internazionale Milano |
| 21          | Gianluca Vialli     |  |  | UC Sampdoria             |

| Selectie van Italië bij het Wereldkampioenschap 1994 | Selectie van Italië bij het Wereldkampioenschap 1994 | Selectie van Italië bij het Wereldkampioenschap 1994 | Selectie van Italië bij het Wereldkampioenschap 1994 | Selectie van Italië bij het Wereldkampioenschap 1994 | Selectie van Italië bij het Wereldkampioenschap 1994 | Selectie van Italië bij het Wereldkampioenschap 1994 | Selectie van Italië bij het Wereldkampioenschap 1994 | Selectie van Italië bij het Wereldkampioenschap 1994 |
| №                                                    | Naam                                                 | Wed.                                                 | Dlpnt.                                               | Club                                                 |                                                      |                                                      |                                                      |                                                      |
| ---------------------------------------------------- | ---------------------------------------------------- | ---------------------------------------------------- | ---------------------------------------------------- | ---------------------------------------------------- | ---------------------------------------------------- | ---------------------------------------------------- | ---------------------------------------------------- | ---------------------------------------------------- |
| Doel                                                 |                                                      |                                                      |                                                      |                                                      |                                                      |                                                      |                                                      |                                                      |
| 1                                                    | Gianluca Pagliuca                                    |                                                      |                                                      | FC Internazionale Milano                             |                                                      |                                                      |                                                      |                                                      |
| 12                                                   | Luca Marchegiani                                     |                                                      |                                                      | SS Lazio                                             |                                                      |                                                      |                                                      |                                                      |
| 22                                                   | Luca Bucci                                           |                                                      |                                                      | Parma AC                                             |                                                      |                                                      |                                                      |                                                      |
| Verdediging                                          |                                                      |                                                      |                                                      |                                                      |                                                      |                                                      |                                                      |                                                      |
| 2                                                    | Luigi Apolloni                                       |                                                      |                                                      | Parma AC                                             |                                                      |                                                      |                                                      |                                                      |
| 3                                                    | Antonio Benarrivo                                    |                                                      |                                                      | Parma AC                                             |                                                      |                                                      |                                                      |                                                      |
| 4                                                    | Alessandro Costacurta                                |                                                      |                                                      | AC Milan                                             |                                                      |                                                      |                                                      |                                                      |
| 5                                                    | Paolo Maldini                                        |                                                      |                                                      | AC Milan                                             |                                                      |                                                      |                                                      |                                                      |
| 6                                                    | Franco Baresi                                        |                                                      |                                                      | AC Milan                                             |                                                      |                                                      |                                                      |                                                      |
| 7                                                    | Lorenzo Minotti                                      |                                                      |                                                      | Parma AC                                             |                                                      |                                                      |                                                      |                                                      |
| 8                                                    | Roberto Mussi                                        |                                                      |                                                      | Parma AC                                             |                                                      |                                                      |                                                      |                                                      |
| 9                                                    | Mauro Tassotti                                       |                                                      |                                                      | AC Milan                                             |                                                      |                                                      |                                                      |                                                      |
| Middenveld                                           |                                                      |                                                      |                                                      |                                                      |                                                      |                                                      |                                                      |                                                      |
| 11                                                   | Demetrio Albertini                                   |                                                      |                                                      | AC Milan                                             |                                                      |                                                      |                                                      |                                                      |
| 13                                                   | Dino Baggio                                          |                                                      |                                                      | Parma AC                                             |                                                      |                                                      |                                                      |                                                      |
| 14                                                   | Nicola Berti                                         |                                                      |                                                      | FC Internazionale Milano                             |                                                      |                                                      |                                                      |                                                      |
| 15                                                   | Antonio Conte                                        |                                                      |                                                      | Juventus                                             |                                                      |                                                      |                                                      |                                                      |
| 16                                                   | Roberto Donadoni                                     |                                                      |                                                      | AC Milan                                             |                                                      |                                                      |                                                      |                                                      |
| 17                                                   | Alberigo Evani                                       |                                                      |                                                      | UC Sampdoria                                         |                                                      |                                                      |                                                      |                                                      |
| Aanval                                               |                                                      |                                                      |                                                      |                                                      |                                                      |                                                      |                                                      |                                                      |
| 10                                                   | Roberto Baggio                                       |                                                      |                                                      | Juventus                                             |                                                      |                                                      |                                                      |                                                      |
| 18                                                   | Pierluigi Casiraghi                                  |                                                      |                                                      | SS Lazio                                             |                                                      |                                                      |                                                      |                                                      |
| 19                                                   | Daniele Massaro                                      |                                                      |                                                      | AC Milan                                             |                                                      |                                                      |                                                      |                                                      |
| 20                                                   | Giuseppe Signori                                     |                                                      |                                                      | SS Lazio                                             |                                                      |                                                      |                                                      |                                                      |
| 21                                                   | Gianfranco Zola                                      |                                                      |                                                      | Parma AC                                             |                                                      |                                                      |                                                      |                                                      |
| Bondscoach: Arrigo Sacchi                            |                                                      |                                                      |                                                      |                                                      |                                                      |                                                      |                                                      |                                                      |

| Selectie van Italië bij het Wereldkampioenschap 1998 | Selectie van Italië bij het Wereldkampioenschap 1998 | Selectie van Italië bij het Wereldkampioenschap 1998 | Selectie van Italië bij het Wereldkampioenschap 1998 | Selectie van Italië bij het Wereldkampioenschap 1998 | Selectie van Italië bij het Wereldkampioenschap 1998 | Selectie van Italië bij het Wereldkampioenschap 1998 | Selectie van Italië bij het Wereldkampioenschap 1998 | Selectie van Italië bij het Wereldkampioenschap 1998 |
| №                                                    | Naam                                                 | Wed.                                                 | Dlpnt.                                               | Club                                                 |                                                      |                                                      |                                                      |                                                      |
| ---------------------------------------------------- | ---------------------------------------------------- | ---------------------------------------------------- | ---------------------------------------------------- | ---------------------------------------------------- | ---------------------------------------------------- | ---------------------------------------------------- | ---------------------------------------------------- | ---------------------------------------------------- |
| Doel                                                 |                                                      |                                                      |                                                      |                                                      |                                                      |                                                      |                                                      |                                                      |
| 1                                                    | Francesco Toldo                                      |                                                      |                                                      | ACF Fiorentina                                       |                                                      |                                                      |                                                      |                                                      |
| 12                                                   | Gianluca Pagliuca                                    |                                                      |                                                      | FC Internazionale Milano                             |                                                      |                                                      |                                                      |                                                      |
| 22                                                   | Gianluigi Buffon                                     |                                                      |                                                      | Parma AC                                             |                                                      |                                                      |                                                      |                                                      |
| Verdediging                                          |                                                      |                                                      |                                                      |                                                      |                                                      |                                                      |                                                      |                                                      |
| 2                                                    | Giuseppe Bergomi                                     |                                                      |                                                      | FC Internazionale Milano                             |                                                      |                                                      |                                                      |                                                      |
| 3                                                    | Paolo Maldini                                        |                                                      |                                                      | AC Milan                                             |                                                      |                                                      |                                                      |                                                      |
| 4                                                    | Fabio Cannavaro                                      |                                                      |                                                      | Parma AC                                             |                                                      |                                                      |                                                      |                                                      |
| 5                                                    | Alessandro Costacurta                                |                                                      |                                                      | AC Milan                                             |                                                      |                                                      |                                                      |                                                      |
| 6                                                    | Alessandro Nesta                                     |                                                      |                                                      | SS Lazio                                             |                                                      |                                                      |                                                      |                                                      |
| 7                                                    | Gianluca Pessotto                                    |                                                      |                                                      | Juventus                                             |                                                      |                                                      |                                                      |                                                      |
| Middenveld                                           |                                                      |                                                      |                                                      |                                                      |                                                      |                                                      |                                                      |                                                      |
| 8                                                    | Moreno Torricelli                                    |                                                      |                                                      | ACF Fiorentina                                       |                                                      |                                                      |                                                      |                                                      |
| 9                                                    | Demetrio Albertini                                   |                                                      |                                                      | AC Milan                                             |                                                      |                                                      |                                                      |                                                      |
| 11                                                   | Dino Baggio                                          |                                                      |                                                      | Parma AC                                             |                                                      |                                                      |                                                      |                                                      |
| 13                                                   | Sandro Cois                                          |                                                      |                                                      | ACF Fiorentina                                       |                                                      |                                                      |                                                      |                                                      |
| 14                                                   | Luigi Di Biagio                                      |                                                      |                                                      | AS Roma                                              |                                                      |                                                      |                                                      |                                                      |
| 15                                                   | Angelo Di Livio                                      |                                                      |                                                      | Juventus                                             |                                                      |                                                      |                                                      |                                                      |
| 16                                                   | Roberto Di Matteo                                    |                                                      |                                                      | Chelsea                                              |                                                      |                                                      |                                                      |                                                      |
| 17                                                   | Francesco Moriero                                    |                                                      |                                                      | FC Internazionale Milano                             |                                                      |                                                      |                                                      |                                                      |
| Aanval                                               |                                                      |                                                      |                                                      |                                                      |                                                      |                                                      |                                                      |                                                      |
| 10                                                   | Alessandro Del Piero                                 |                                                      |                                                      | Juventus                                             |                                                      |                                                      |                                                      |                                                      |
| 18                                                   | Roberto Baggio                                       |                                                      |                                                      | FC Internazionale Milano                             |                                                      |                                                      |                                                      |                                                      |
| 19                                                   | Filippo Inzaghi                                      |                                                      |                                                      | Juventus                                             |                                                      |                                                      |                                                      |                                                      |
| 20                                                   | Enrico Chiesa                                        |                                                      |                                                      | Parma AC                                             |                                                      |                                                      |                                                      |                                                      |
| 21                                                   | Christian Vieri                                      |                                                      |                                                      | SS Lazio                                             |                                                      |                                                      |                                                      |                                                      |
| Bondscoach: Cesare Maldini                           |                                                      |                                                      |                                                      |                                                      |                                                      |                                                      |                                                      |                                                      |

| Selectie van Italië bij het Wereldkampioenschap 2002 | Selectie van Italië bij het Wereldkampioenschap 2002 | Selectie van Italië bij het Wereldkampioenschap 2002 | Selectie van Italië bij het Wereldkampioenschap 2002 | Selectie van Italië bij het Wereldkampioenschap 2002 | Selectie van Italië bij het Wereldkampioenschap 2002 | Selectie van Italië bij het Wereldkampioenschap 2002 | Selectie van Italië bij het Wereldkampioenschap 2002 | Selectie van Italië bij het Wereldkampioenschap 2002 |
| №                                                    | Naam                                                 | Wed.                                                 | Dlpnt.                                               | Club                                                 |                                                      |                                                      |                                                      |                                                      |
| ---------------------------------------------------- | ---------------------------------------------------- | ---------------------------------------------------- | ---------------------------------------------------- | ---------------------------------------------------- | ---------------------------------------------------- | ---------------------------------------------------- | ---------------------------------------------------- | ---------------------------------------------------- |
| Doel                                                 |                                                      |                                                      |                                                      |                                                      |                                                      |                                                      |                                                      |                                                      |
| 1                                                    | Gianluigi Buffon                                     |                                                      |                                                      | Juventus                                             |                                                      |                                                      |                                                      |                                                      |
| 12                                                   | Christian Abbiati                                    |                                                      |                                                      | AC Milan                                             |                                                      |                                                      |                                                      |                                                      |
| 22                                                   | Francesco Toldo                                      |                                                      |                                                      | FC Internazionale Milano                             |                                                      |                                                      |                                                      |                                                      |
| Verdediging                                          |                                                      |                                                      |                                                      |                                                      |                                                      |                                                      |                                                      |                                                      |
| 2                                                    | Christian Panucci                                    |                                                      |                                                      | AS Roma                                              |                                                      |                                                      |                                                      |                                                      |
| 3                                                    | Paolo Maldini                                        |                                                      |                                                      | AC Milan                                             |                                                      |                                                      |                                                      |                                                      |
| 4                                                    | Francesco Coco                                       |                                                      |                                                      | FC Barcelona                                         |                                                      |                                                      |                                                      |                                                      |
| 5                                                    | Fabio Cannavaro                                      |                                                      |                                                      | Parma AC                                             |                                                      |                                                      |                                                      |                                                      |
| 13                                                   | Alessandro Nesta                                     |                                                      |                                                      | SS Lazio                                             |                                                      |                                                      |                                                      |                                                      |
| 15                                                   | Mark Iuliano                                         |                                                      |                                                      | Juventus                                             |                                                      |                                                      |                                                      |                                                      |
| 19                                                   | Gianluca Zambrotta                                   |                                                      |                                                      | Juventus                                             |                                                      |                                                      |                                                      |                                                      |
| 23                                                   | Marco Materazzi                                      |                                                      |                                                      | FC Internazionale Milano                             |                                                      |                                                      |                                                      |                                                      |
| Middenveld                                           |                                                      |                                                      |                                                      |                                                      |                                                      |                                                      |                                                      |                                                      |
| 6                                                    | Cristiano Zanetti                                    |                                                      |                                                      | FC Internazionale Milano                             |                                                      |                                                      |                                                      |                                                      |
| 8                                                    | Gennaro Gattuso                                      |                                                      |                                                      | AC Milan                                             |                                                      |                                                      |                                                      |                                                      |
| 11                                                   | Cristiano Doni                                       |                                                      |                                                      | Atalanta Bergamo                                     |                                                      |                                                      |                                                      |                                                      |
| 14                                                   | Luigi Di Biagio                                      |                                                      |                                                      | FC Internazionale Milano                             |                                                      |                                                      |                                                      |                                                      |
| 16                                                   | Angelo Di Livio                                      |                                                      |                                                      | ACF Fiorentina                                       |                                                      |                                                      |                                                      |                                                      |
| 17                                                   | Damiano Tommasi                                      |                                                      |                                                      | AS Roma                                              |                                                      |                                                      |                                                      |                                                      |
| Aanval                                               |                                                      |                                                      |                                                      |                                                      |                                                      |                                                      |                                                      |                                                      |
| 7                                                    | Alessandro Del Piero                                 |                                                      |                                                      | Juventus                                             |                                                      |                                                      |                                                      |                                                      |
| 9                                                    | Filippo Inzaghi                                      |                                                      |                                                      | AC Milan                                             |                                                      |                                                      |                                                      |                                                      |
| 10                                                   | Francesco Totti                                      |                                                      |                                                      | AS Roma                                              |                                                      |                                                      |                                                      |                                                      |
| 18                                                   | Marco Delvecchio                                     |                                                      |                                                      | AS Roma                                              |                                                      |                                                      |                                                      |                                                      |
| 20                                                   | Vincenzo Montella                                    |                                                      |                                                      | AS Roma                                              |                                                      |                                                      |                                                      |                                                      |
| 21                                                   | Christian Vieri                                      |                                                      |                                                      | FC Internazionale Milano                             |                                                      |                                                      |                                                      |                                                      |
| Bondscoach: Giovanni Trapattoni                      |                                                      |                                                      |                                                      |                                                      |                                                      |                                                      |                                                      |                                                      |

| Selectie van Italië bij het Wereldkampioenschap 2006 | Selectie van Italië bij het Wereldkampioenschap 2006 | Selectie van Italië bij het Wereldkampioenschap 2006 | Selectie van Italië bij het Wereldkampioenschap 2006 | Selectie van Italië bij het Wereldkampioenschap 2006 | Selectie van Italië bij het Wereldkampioenschap 2006 | Selectie van Italië bij het Wereldkampioenschap 2006 | Selectie van Italië bij het Wereldkampioenschap 2006 | Selectie van Italië bij het Wereldkampioenschap 2006 |
| №                                                    | Naam                                                 | Wed.                                                 | Dlpnt.                                               | Club                                                 |                                                      |                                                      |                                                      |                                                      |
| ---------------------------------------------------- | ---------------------------------------------------- | ---------------------------------------------------- | ---------------------------------------------------- | ---------------------------------------------------- | ---------------------------------------------------- | ---------------------------------------------------- | ---------------------------------------------------- | ---------------------------------------------------- |
| Doel                                                 |                                                      |                                                      |                                                      |                                                      |                                                      |                                                      |                                                      |                                                      |
| 1                                                    | Gianluigi Buffon                                     |                                                      |                                                      | Juventus                                             |                                                      |                                                      |                                                      |                                                      |
| 12                                                   | Angelo Peruzzi                                       |                                                      |                                                      | SS Lazio                                             |                                                      |                                                      |                                                      |                                                      |
| 14                                                   | Marco Amelia                                         |                                                      |                                                      | AS Livorno Calcio                                    |                                                      |                                                      |                                                      |                                                      |
| Verdediging                                          |                                                      |                                                      |                                                      |                                                      |                                                      |                                                      |                                                      |                                                      |
| 2                                                    | Cristian Zaccardo                                    |                                                      |                                                      | US Palermo                                           |                                                      |                                                      |                                                      |                                                      |
| 3                                                    | Fabio Grosso                                         |                                                      |                                                      | FC Internazionale Milano                             |                                                      |                                                      |                                                      |                                                      |
| 5                                                    | Fabio Cannavaro                                      |                                                      |                                                      | Real Madrid                                          |                                                      |                                                      |                                                      |                                                      |
| 6                                                    | Andrea Barzagli                                      |                                                      |                                                      | US Palermo                                           |                                                      |                                                      |                                                      |                                                      |
| 13                                                   | Alessandro Nesta                                     |                                                      |                                                      | AC Milan                                             |                                                      |                                                      |                                                      |                                                      |
| 19                                                   | Gianluca Zambrotta                                   |                                                      |                                                      | FC Barcelona                                         |                                                      |                                                      |                                                      |                                                      |
| 22                                                   | Massimo Oddo                                         |                                                      |                                                      | SS Lazio                                             |                                                      |                                                      |                                                      |                                                      |
| 23                                                   | Marco Materazzi                                      |                                                      |                                                      | FC Internazionale Milano                             |                                                      |                                                      |                                                      |                                                      |
| Middenveld                                           |                                                      |                                                      |                                                      |                                                      |                                                      |                                                      |                                                      |                                                      |
| 4                                                    | Daniele De Rossi                                     |                                                      |                                                      | AS Roma                                              |                                                      |                                                      |                                                      |                                                      |
| 8                                                    | Gennaro Gattuso                                      |                                                      |                                                      | AC Milan                                             |                                                      |                                                      |                                                      |                                                      |
| 16                                                   | Mauro Camoranesi                                     |                                                      |                                                      | Juventus                                             |                                                      |                                                      |                                                      |                                                      |
| 17                                                   | Simone Barone                                        |                                                      |                                                      | Torino                                               |                                                      |                                                      |                                                      |                                                      |
| 20                                                   | Simone Perrotta                                      |                                                      |                                                      | AS Roma                                              |                                                      |                                                      |                                                      |                                                      |
| 21                                                   | Andrea Pirlo                                         |                                                      |                                                      | AC Milan                                             |                                                      |                                                      |                                                      |                                                      |
| Aanval                                               |                                                      |                                                      |                                                      |                                                      |                                                      |                                                      |                                                      |                                                      |
| 7                                                    | Alessandro Del Piero                                 |                                                      |                                                      | Juventus                                             |                                                      |                                                      |                                                      |                                                      |
| 9                                                    | Luca Toni                                            |                                                      |                                                      | ACF Fiorentina                                       |                                                      |                                                      |                                                      |                                                      |
| 10                                                   | Francesco Totti                                      |                                                      |                                                      | AS Roma                                              |                                                      |                                                      |                                                      |                                                      |
| 11                                                   | Alberto Gilardino                                    |                                                      |                                                      | AC Milan                                             |                                                      |                                                      |                                                      |                                                      |
| 15                                                   | Vincenzo Iaquinta                                    |                                                      |                                                      | Udinese Calcio                                       |                                                      |                                                      |                                                      |                                                      |
| 18                                                   | Filippo Inzaghi                                      |                                                      |                                                      | AC Milan                                             |                                                      |                                                      |                                                      |                                                      |
| Bondscoach: Marcello Lippi                           |                                                      |                                                      |                                                      |                                                      |                                                      |                                                      |                                                      |                                                      |

| Selectie van Italië bij het Wereldkampioenschap 2010 | Selectie van Italië bij het Wereldkampioenschap 2010 | Selectie van Italië bij het Wereldkampioenschap 2010 | Selectie van Italië bij het Wereldkampioenschap 2010 | Selectie van Italië bij het Wereldkampioenschap 2010 | Selectie van Italië bij het Wereldkampioenschap 2010 | Selectie van Italië bij het Wereldkampioenschap 2010 | Selectie van Italië bij het Wereldkampioenschap 2010 | Selectie van Italië bij het Wereldkampioenschap 2010 |
| №                                                    | Naam                                                 | Wed.                                                 | Dlpnt.                                               | Club                                                 |                                                      |                                                      |                                                      |                                                      |
| ---------------------------------------------------- | ---------------------------------------------------- | ---------------------------------------------------- | ---------------------------------------------------- | ---------------------------------------------------- | ---------------------------------------------------- | ---------------------------------------------------- | ---------------------------------------------------- | ---------------------------------------------------- |
| Doel                                                 |                                                      |                                                      |                                                      |                                                      |                                                      |                                                      |                                                      |                                                      |
| 1                                                    | Gianluigi Buffon                                     |                                                      |                                                      | Juventus                                             |                                                      |                                                      |                                                      |                                                      |
| 12                                                   | Federico Marchetti                                   |                                                      |                                                      | Cagliari Calcio                                      |                                                      |                                                      |                                                      |                                                      |
| 14                                                   | Morgan De Sanctis                                    |                                                      |                                                      | SSC Napoli                                           |                                                      |                                                      |                                                      |                                                      |
| Verdediging                                          |                                                      |                                                      |                                                      |                                                      |                                                      |                                                      |                                                      |                                                      |
| 2                                                    | Christian Maggio                                     |                                                      |                                                      | SSC Napoli                                           |                                                      |                                                      |                                                      |                                                      |
| 3                                                    | Domenico Criscito                                    |                                                      |                                                      | Genoa CFC                                            |                                                      |                                                      |                                                      |                                                      |
| 4                                                    | Giorgio Chiellini                                    |                                                      |                                                      | Juventus                                             |                                                      |                                                      |                                                      |                                                      |
| 5                                                    | Fabio Cannavaro                                      |                                                      |                                                      | Juventus                                             |                                                      |                                                      |                                                      |                                                      |
| 13                                                   | Salvatore Bocchetti                                  |                                                      |                                                      | Genoa CFC                                            |                                                      |                                                      |                                                      |                                                      |
| 19                                                   | Gianluca Zambrotta                                   |                                                      |                                                      | AC Milan                                             |                                                      |                                                      |                                                      |                                                      |
| 23                                                   | Leonardo Bonucci                                     |                                                      |                                                      | SSC Bari                                             |                                                      |                                                      |                                                      |                                                      |
| Middenveld                                           |                                                      |                                                      |                                                      |                                                      |                                                      |                                                      |                                                      |                                                      |
| 6                                                    | Daniele De Rossi                                     |                                                      |                                                      | AS Roma                                              |                                                      |                                                      |                                                      |                                                      |
| 7                                                    | Simone Pepe                                          |                                                      |                                                      | Udinese Calcio                                       |                                                      |                                                      |                                                      |                                                      |
| 8                                                    | Gennaro Gattuso                                      |                                                      |                                                      | AC Milan                                             |                                                      |                                                      |                                                      |                                                      |
| 15                                                   | Claudio Marchisio                                    |                                                      |                                                      | Juventus                                             |                                                      |                                                      |                                                      |                                                      |
| 16                                                   | Mauro Camoranesi                                     |                                                      |                                                      | Juventus                                             |                                                      |                                                      |                                                      |                                                      |
| 17                                                   | Angelo Palombo                                       |                                                      |                                                      | Sampdoria                                            |                                                      |                                                      |                                                      |                                                      |
| 21                                                   | Andrea Pirlo                                         |                                                      |                                                      | AC Milan                                             |                                                      |                                                      |                                                      |                                                      |
| 22                                                   | Riccardo Montolivo                                   |                                                      |                                                      | ACF Fiorentina                                       |                                                      |                                                      |                                                      |                                                      |
| Aanval                                               |                                                      |                                                      |                                                      |                                                      |                                                      |                                                      |                                                      |                                                      |
| 9                                                    | Vincenzo Iaquinta                                    |                                                      |                                                      | Juventus                                             |                                                      |                                                      |                                                      |                                                      |
| 10                                                   | Antonio Di Natale                                    |                                                      |                                                      | Udinese Calcio                                       |                                                      |                                                      |                                                      |                                                      |
| 11                                                   | Alberto Gilardino                                    |                                                      |                                                      | ACF Fiorentina                                       |                                                      |                                                      |                                                      |                                                      |
| 18                                                   | Fabio Quagliarella                                   |                                                      |                                                      | SSC Napoli                                           |                                                      |                                                      |                                                      |                                                      |
| 20                                                   | Giampaolo Pazzini                                    |                                                      |                                                      | UC Sampdoria                                         |                                                      |                                                      |                                                      |                                                      |
| Bondscoach: Marcello Lippi                           |                                                      |                                                      |                                                      |                                                      |                                                      |                                                      |                                                      |                                                      |

| Selectie van Italië bij het Wereldkampioenschap 2014 | Selectie van Italië bij het Wereldkampioenschap 2014 | Selectie van Italië bij het Wereldkampioenschap 2014 | Selectie van Italië bij het Wereldkampioenschap 2014 | Selectie van Italië bij het Wereldkampioenschap 2014 | Selectie van Italië bij het Wereldkampioenschap 2014 | Selectie van Italië bij het Wereldkampioenschap 2014 | Selectie van Italië bij het Wereldkampioenschap 2014 | Selectie van Italië bij het Wereldkampioenschap 2014 |
| №                                                    | Naam                                                 | Wed.                                                 | Dlpnt.                                               | Club                                                 |                                                      |                                                      |                                                      |                                                      |
| ---------------------------------------------------- | ---------------------------------------------------- | ---------------------------------------------------- | ---------------------------------------------------- | ---------------------------------------------------- | ---------------------------------------------------- | ---------------------------------------------------- | ---------------------------------------------------- | ---------------------------------------------------- |
| Doel                                                 |                                                      |                                                      |                                                      |                                                      |                                                      |                                                      |                                                      |                                                      |
| 1                                                    | Gianluigi Buffon                                     |                                                      |                                                      | Juventus                                             |                                                      |                                                      |                                                      |                                                      |
| 12                                                   | Salvatore Sirigu                                     |                                                      |                                                      | Paris Saint-Germain                                  |                                                      |                                                      |                                                      |                                                      |
| 14                                                   | Mattia Perin                                         |                                                      |                                                      | Genoa CFC                                            |                                                      |                                                      |                                                      |                                                      |
| Verdediging                                          |                                                      |                                                      |                                                      |                                                      |                                                      |                                                      |                                                      |                                                      |
| 2                                                    | Mattia De Sciglio                                    |                                                      |                                                      | AC Milan                                             |                                                      |                                                      |                                                      |                                                      |
| 3                                                    | Giorgio Chiellini                                    |                                                      |                                                      | Juventus                                             |                                                      |                                                      |                                                      |                                                      |
| 4                                                    | Matteo Darmian                                       |                                                      |                                                      | Torino                                               |                                                      |                                                      |                                                      |                                                      |
| 7                                                    | Ignazio Abate                                        |                                                      |                                                      | AC Milan                                             |                                                      |                                                      |                                                      |                                                      |
| 15                                                   | Andrea Barzagli                                      |                                                      |                                                      | Juventus                                             |                                                      |                                                      |                                                      |                                                      |
| 19                                                   | Leonardo Bonucci                                     |                                                      |                                                      | Juventus                                             |                                                      |                                                      |                                                      |                                                      |
| 20                                                   | Gabriel Paletta                                      |                                                      |                                                      | Parma                                                |                                                      |                                                      |                                                      |                                                      |
| Middenveld                                           |                                                      |                                                      |                                                      |                                                      |                                                      |                                                      |                                                      |                                                      |
| 5                                                    | Thiago Motta                                         |                                                      |                                                      | Paris Saint-Germain                                  |                                                      |                                                      |                                                      |                                                      |
| 6                                                    | Antonio Candreva                                     |                                                      |                                                      | SS Lazio                                             |                                                      |                                                      |                                                      |                                                      |
| 8                                                    | Claudio Marchisio                                    |                                                      |                                                      | Juventus                                             |                                                      |                                                      |                                                      |                                                      |
| 14                                                   | Alberto Aquilani                                     |                                                      |                                                      | ACF Fiorentina                                       |                                                      |                                                      |                                                      |                                                      |
| 16                                                   | Daniele De Rossi                                     |                                                      |                                                      | AS Roma                                              |                                                      |                                                      |                                                      |                                                      |
| 18                                                   | Marco Parolo                                         |                                                      |                                                      | Parma                                                |                                                      |                                                      |                                                      |                                                      |
| 21                                                   | Andrea Pirlo                                         |                                                      |                                                      | Juventus                                             |                                                      |                                                      |                                                      |                                                      |
| 22                                                   | Lorenzo Insigne                                      |                                                      |                                                      | SSC Napoli                                           |                                                      |                                                      |                                                      |                                                      |
| 23                                                   | Marco Verratti                                       |                                                      |                                                      | Paris Saint-Germain                                  |                                                      |                                                      |                                                      |                                                      |
| Aanval                                               |                                                      |                                                      |                                                      |                                                      |                                                      |                                                      |                                                      |                                                      |
| 9                                                    | Mario Balotelli                                      |                                                      |                                                      | AC Milan                                             |                                                      |                                                      |                                                      |                                                      |
| 10                                                   | Antonio Cassano                                      |                                                      |                                                      | Parma                                                |                                                      |                                                      |                                                      |                                                      |
| 11                                                   | Alessio Cerci                                        |                                                      |                                                      | Torino                                               |                                                      |                                                      |                                                      |                                                      |
| 17                                                   | Ciro Immobile                                        |                                                      |                                                      | Torino                                               |                                                      |                                                      |                                                      |                                                      |
| Bondscoach: Cesare Prandelli                         |                                                      |                                                      |                                                      |                                                      |                                                      |                                                      |                                                      |                                                      |

### FIFA Confederations Cup
| Selectie van Italië bij de FIFA Confederations Cup 2009 | Selectie van Italië bij de FIFA Confederations Cup 2009 | Selectie van Italië bij de FIFA Confederations Cup 2009 | Selectie van Italië bij de FIFA Confederations Cup 2009 | Selectie van Italië bij de FIFA Confederations Cup 2009 | Selectie van Italië bij de FIFA Confederations Cup 2009 | Selectie van Italië bij de FIFA Confederations Cup 2009 | Selectie van Italië bij de FIFA Confederations Cup 2009 | Selectie van Italië bij de FIFA Confederations Cup 2009 |
| №                                                       | Naam                                                    | Wed.                                                    | Dlpnt.                                                  | Club                                                    |                                                         |                                                         |                                                         |                                                         |
| ------------------------------------------------------- | ------------------------------------------------------- | ------------------------------------------------------- | ------------------------------------------------------- | ------------------------------------------------------- | ------------------------------------------------------- | ------------------------------------------------------- | ------------------------------------------------------- | ------------------------------------------------------- |
| Doel                                                    |                                                         |                                                         |                                                         |                                                         |                                                         |                                                         |                                                         |                                                         |
| 1                                                       | Gianluigi Buffon                                        |                                                         |                                                         | Juventus                                                |                                                         |                                                         |                                                         |                                                         |
| 12                                                      | Morgan De Sanctis                                       |                                                         |                                                         | Galatasaray                                             |                                                         |                                                         |                                                         |                                                         |
| 14                                                      | Marco Amelia                                            |                                                         |                                                         | Palermo FC                                              |                                                         |                                                         |                                                         |                                                         |
| Verdediging                                             |                                                         |                                                         |                                                         |                                                         |                                                         |                                                         |                                                         |                                                         |
| 2                                                       | Davide Santon                                           |                                                         |                                                         | FC Internazionale Milano                                |                                                         |                                                         |                                                         |                                                         |
| 3                                                       | Fabio Grosso                                            |                                                         |                                                         | Olympique Lyonnais                                      |                                                         |                                                         |                                                         |                                                         |
| 4                                                       | Giorgio Chiellini                                       |                                                         |                                                         | Juventus                                                |                                                         |                                                         |                                                         |                                                         |
| 5                                                       | Fabio Cannavaro                                         |                                                         |                                                         | Real Madrid                                             |                                                         |                                                         |                                                         |                                                         |
| 6                                                       | Nicola Legrottaglie                                     |                                                         |                                                         | Juventus                                                |                                                         |                                                         |                                                         |                                                         |
| 13                                                      | Alessandro Gamberini                                    |                                                         |                                                         | ACF Fiorentina                                          |                                                         |                                                         |                                                         |                                                         |
| 19                                                      | Gianluca Zambrotta                                      |                                                         |                                                         | AC Milan                                                |                                                         |                                                         |                                                         |                                                         |
| 22                                                      | Andrea Dossena                                          |                                                         |                                                         | Liverpool                                               |                                                         |                                                         |                                                         |                                                         |
| Middenveld                                              |                                                         |                                                         |                                                         |                                                         |                                                         |                                                         |                                                         |                                                         |
| 7                                                       | Simone Pepe                                             |                                                         |                                                         | Udinese Calcio                                          |                                                         |                                                         |                                                         |                                                         |
| 8                                                       | Gennaro Gattuso                                         |                                                         |                                                         | AC Milan                                                |                                                         |                                                         |                                                         |                                                         |
| 10                                                      | Daniele De Rossi                                        |                                                         |                                                         | AS Roma                                                 |                                                         |                                                         |                                                         |                                                         |
| 16                                                      | Mauro Camoranesi                                        |                                                         |                                                         | Juventus                                                |                                                         |                                                         |                                                         |                                                         |
| 18                                                      | Angelo Palombo                                          |                                                         |                                                         | UC Sampdoria                                            |                                                         |                                                         |                                                         |                                                         |
| 20                                                      | Riccardo Montolivo                                      |                                                         |                                                         | ACF Fiorentina                                          |                                                         |                                                         |                                                         |                                                         |
| 21                                                      | Andrea Pirlo                                            |                                                         |                                                         | AC Milan                                                |                                                         |                                                         |                                                         |                                                         |
| Aanval                                                  |                                                         |                                                         |                                                         |                                                         |                                                         |                                                         |                                                         |                                                         |
| 9                                                       | Luca Toni                                               |                                                         |                                                         | FC Bayern München                                       |                                                         |                                                         |                                                         |                                                         |
| 11                                                      | Alberto Gilardino                                       |                                                         |                                                         | ACF Fiorentina                                          |                                                         |                                                         |                                                         |                                                         |
| 15                                                      | Vincenzo Iaquinta                                       |                                                         |                                                         | Juventus                                                |                                                         |                                                         |                                                         |                                                         |
| 17                                                      | Giuseppe Rossi                                          |                                                         |                                                         | Villarreal CF                                           |                                                         |                                                         |                                                         |                                                         |
| 23                                                      | Fabio Quagliarella                                      |                                                         |                                                         | Udinese Calcio                                          |                                                         |                                                         |                                                         |                                                         |
| Bondscoach: Marcello Lippi                              |                                                         |                                                         |                                                         |                                                         |                                                         |                                                         |                                                         |                                                         |

| Selectie van Italië bij de FIFA Confederations Cup 2013 | Selectie van Italië bij de FIFA Confederations Cup 2013 | Selectie van Italië bij de FIFA Confederations Cup 2013 | Selectie van Italië bij de FIFA Confederations Cup 2013 | Selectie van Italië bij de FIFA Confederations Cup 2013 | Selectie van Italië bij de FIFA Confederations Cup 2013 | Selectie van Italië bij de FIFA Confederations Cup 2013 | Selectie van Italië bij de FIFA Confederations Cup 2013 | Selectie van Italië bij de FIFA Confederations Cup 2013 |
| №                                                       | Naam                                                    | Wed.                                                    | Dlpnt.                                                  | Club                                                    |                                                         |                                                         |                                                         |                                                         |
| ------------------------------------------------------- | ------------------------------------------------------- | ------------------------------------------------------- | ------------------------------------------------------- | ------------------------------------------------------- | ------------------------------------------------------- | ------------------------------------------------------- | ------------------------------------------------------- | ------------------------------------------------------- |
| Doel                                                    |                                                         |                                                         |                                                         |                                                         |                                                         |                                                         |                                                         |                                                         |
| 1                                                       | Gianluigi Buffon                                        |                                                         |                                                         | Juventus                                                |                                                         |                                                         |                                                         |                                                         |
| 12                                                      | Salvatore Sirigu                                        |                                                         |                                                         | Paris Saint-Germain                                     |                                                         |                                                         |                                                         |                                                         |
| 13                                                      | Federico Marchetti                                      |                                                         |                                                         | SS Lazio                                                |                                                         |                                                         |                                                         |                                                         |
| Verdediging                                             |                                                         |                                                         |                                                         |                                                         |                                                         |                                                         |                                                         |                                                         |
| 2                                                       | Christian Maggio                                        |                                                         |                                                         | SSC Napoli                                              |                                                         |                                                         |                                                         |                                                         |
| 3                                                       | Giorgio Chiellini                                       |                                                         |                                                         | Juventus                                                |                                                         |                                                         |                                                         |                                                         |
| 4                                                       | Davide Astori                                           |                                                         |                                                         | Cagliari Calcio                                         |                                                         |                                                         |                                                         |                                                         |
| 5                                                       | Mattia De Sciglio                                       |                                                         |                                                         | AC Milan                                                |                                                         |                                                         |                                                         |                                                         |
| 15                                                      | Andrea Barzagli                                         |                                                         |                                                         | Juventus                                                |                                                         |                                                         |                                                         |                                                         |
| 19                                                      | Leonardo Bonucci                                        |                                                         |                                                         | Juventus                                                |                                                         |                                                         |                                                         |                                                         |
| Middenveld                                              |                                                         |                                                         |                                                         |                                                         |                                                         |                                                         |                                                         |                                                         |
| 6                                                       | Antonio Candreva                                        |                                                         |                                                         | SS Lazio                                                |                                                         |                                                         |                                                         |                                                         |
| 7                                                       | Alberto Aquilani                                        |                                                         |                                                         | ACF Fiorentina                                          |                                                         |                                                         |                                                         |                                                         |
| 8                                                       | Claudio Marchisio                                       |                                                         |                                                         | Juventus                                                |                                                         |                                                         |                                                         |                                                         |
| 14                                                      | Stephan El Shaarawy                                     |                                                         |                                                         | AC Milan                                                |                                                         |                                                         |                                                         |                                                         |
| 16                                                      | Daniele De Rossi                                        |                                                         |                                                         | AS Roma                                                 |                                                         |                                                         |                                                         |                                                         |
| 18                                                      | Riccardo Montolivo                                      |                                                         |                                                         | AC Milan                                                |                                                         |                                                         |                                                         |                                                         |
| 20                                                      | Ignazio Abate                                           |                                                         |                                                         | AC Milan                                                |                                                         |                                                         |                                                         |                                                         |
| 21                                                      | Andrea Pirlo                                            |                                                         |                                                         | Juventus                                                |                                                         |                                                         |                                                         |                                                         |
| Aanval                                                  |                                                         |                                                         |                                                         |                                                         |                                                         |                                                         |                                                         |                                                         |
| 9                                                       | Mario Balotelli                                         |                                                         |                                                         | AC Milan                                                |                                                         |                                                         |                                                         |                                                         |
| 10                                                      | Sebastian Giovinco                                      |                                                         |                                                         | Juventus                                                |                                                         |                                                         |                                                         |                                                         |
| 11                                                      | Alberto Gilardino                                       |                                                         |                                                         | Bologna FC 1909                                         |                                                         |                                                         |                                                         |                                                         |
| 17                                                      | Alessio Cerci                                           |                                                         |                                                         | Torino FC                                               |                                                         |                                                         |                                                         |                                                         |
| 23                                                      | Alessandro Diamanti                                     |                                                         |                                                         | Bologna FC                                              |                                                         |                                                         |                                                         |                                                         |
| 22                                                      | Emanuele Giaccherini                                    |                                                         |                                                         | Juventus                                                |                                                         |                                                         |                                                         |                                                         |
| Bondscoach: Cesare Prandelli                            |                                                         |                                                         |                                                         |                                                         |                                                         |                                                         |                                                         |                                                         |

Serie A · Serie B · Serie C · Serie D · Eccellenza · Coppa Italia · Supercoppa Italiana

Voetbalsysteem · Voetbalbond · Nationaal voetbalelftal
FIGC · A-internationals · Selecties · Bondscoaches · Italiaans vrouwenelftal · Olympisch elftal · Italië U21 · Italië U20 · Italië U19 · Italië U18 · Italië U17 · Italië U16 · Vrouwen U17
1910 – 1919 ·
1920 – 1929 ·
1930 – 1939 ·
1940 – 1949 ·
1950 – 1959 ·
1960 – 1969 ·
1970 – 1979 ·
1980 – 1989 ·
1990 – 1999 ·
2000 – 2009 ·
2010 – 2019 ·
2020 − 2029
EK's: 1968 · 
1980 · 
1988 · 
1996 · 
2000 · 
2004 · 
2008 · 
2012 · 
2016 ·
2020 ·
2024
WK's: 1934 · 
1938 · 
1950 · 
1954 · 
1962 · 
1966 · 
1970 · 
1974 · 
1978 · 
1982 · 
1986 · 
1990 · 
1994 · 
1998 · 
2002 · 
2006 · 
2010 · 
2014
OS: 1912 · 
1920 · 
1924 · 
1928 · 
1936 · 
1948 · 
1952 · 
1960 · 
1984 · 
1988 · 
1992 · 
1996 · 
2000 · 
2004 · 
2008
1911 · 
1912 · 
1913 · 
1914 · 
1915 · 
1916 · 1917 · 1918 · 1919 · 
1920 · 
1921 · 
1922 · 
1923 · 
1924 · 
1925 · 
1926 · 
1927 · 
1928 · 
1929 · 
1930 · 
1931 · 
1932 · 
1933 · 
1934 · 
1935 · 
1936 · 
1937 · 
1938 · 
1939 · 
1940 · 
1941 · 
1942 · 
1943 · 1944 · 
1945 · 
1946 · 
1947 · 
1948 · 
1949 · 
1950 · 
1952 · 
1952 · 
1953 · 
1954 · 
1955 · 
1956 · 
1957 · 
1958 · 
1959 · 
1960 · 
1961 · 
1962 · 
1963 · 
1964 · 
1965 · 
1966 · 
1967 · 
1968 · 
1969 · 
1970 · 
1971 · 
1972 · 
1973 · 
1974 · 
1975 · 
1976 · 
1977 · 
1978 · 
1979 · 
1980 · 
1981 · 
1982 · 
1983 · 
1984 · 
1985 · 
1986 · 
1987 · 
1988 · 
1989 · 
1990 ·
1991 · 
1992 · 
1993 · 
1994 · 
1995 · 
1996 · 
1997 · 
1998 · 
1999 · 
2000 · 
2001 · 
2002 · 
2003 · 
2004 · 
2005 · 
2006 · 
2007 · 
2008 · 
2009 · 
2010 · 
2011 · 
2012 · 
2013 · 
2014 · 
2015 · 
2016 · 
2017 ·
2018 ·
2019 ·
2020 ·
2021 ·
2022 ·
2023 ·
2024
Albanië ·
Algerije ·
Argentinië ·
Armenië ·
Australië ·
Azerbeidzjan ·
België ·
Bosnië en Herzegovina ·
Brazilië ·
Bulgarije ·
Canada ·
Chili ·
China ·
Costa Rica ·
Cyprus ·
DDR ·
Denemarken ·
Duitsland ·
Ecuador ·
Egypte ·
Engeland ·
Estland ·
Faeröer ·
Finland ·
Frankrijk ·
Georgië ·
Ghana ·
Griekenland ·
Haïti ·
Hongarije ·
Ierland ·
IJsland ·
Israël ·
Ivoorkust ·
Japan ·
Joegoslavië ·
Kameroen ·
Kroatië ·
Liechtenstein · 
Litouwen ·
Luxemburg ·
Malta ·
Marokko ·
Mexico ·
Moldavië ·
Montenegro ·
Nederland ·
Nieuw-Zeeland ·
Nigeria ·
Noord-Ierland ·
Noord-Korea ·
Noord-Macedonië ·
Noorwegen ·
Oekraïne ·
Oostenrijk ·
Paraguay ·
Peru ·
Polen ·
Portugal ·
Roemenië ·
Rusland ·
San Marino ·
Saoedi-Arabië ·
Schotland ·
Servië ·
Servië en Montenegro ·
Slovenië ·
Slowakije ·
Sovjet-Unie ·
Spanje ·
Tsjechië ·
Tsjecho-Slowakije ·
Tunesië ·
Turkije ·
Uruguay ·
Venezuela ·
Verenigde Staten ·
Wales ·
Wit-Rusland ·
Zuid-Afrika ·
Zuid-Korea ·
Zweden ·
Zwitserland
Argentinië (1982) · 
Australië (2006) · 
België (2016) · 
België (2021) · 
Brazilië (1970) · 
Brazilië (1982) · 
Brazilië (1994) · 
Costa Rica (2014) · 
Duitsland (2006) · 
Duitsland (2012) · 
Engeland (2012) ·
Engeland (2014) ·
Engeland (2021) ·
Frankrijk (2000) · 
Frankrijk (2006) · 
Frankrijk (2008) · 
Ghana (2006) · 
Hongarije (1938) · 
Ierland (2012) · 
Joegoslavië (1968) · 
Kameroen (1982) · 
Kroatië (2012) · 
Nederland (2008) · 
Nieuw-Zeeland (2010) · 
Oekraïne (2006) · 
Oostenrijk (2021) · 
Paraguay (2010) · 
Peru (1982) · 
Polen (1982, 1) · 
Polen (1982, 2) · 
Roemenië (2008) · 
Spanje (2008) ·
Spanje (2012, 1) ·
Spanje (2012, 2) ·
Spanje (2016) ·
Spanje (2021) ·
Tsjechië (2006) · 
Turkije (2021) · 
Uruguay (2014) · 
Verenigde Staten (2006) · 
Wales (2021) · 
West-Duitsland (1982) · 
Zweden (2016) · 
Zwitserland (2021)
 Albanië ·  Andorra ·  Armenië ·  Azerbeidzjan ·  België ·  Bosnië en Herzegovina ·  Bulgarije ·  Cyprus ·  Denemarken ·  Duitsland ·  Engeland ·  Estland ·  Faeröer ·  Finland ·  Frankrijk ·  Georgië ·  Gibraltar ·  Griekenland ·  Hongarije ·  Ierland ·  IJsland ·  Israël ·  Italië ·  Kazachstan ·  Kosovo ·  Kroatië ·  Letland ·  Liechtenstein ·  Litouwen ·  Luxemburg ·  Malta ·  Moldavië ·  Montenegro ·  Nederland ·  Noord-Ierland ·  Noord-Macedonië ·  Noorwegen ·  Oekraïne ·  Oostenrijk ·  Polen ·  Portugal ·  Roemenië ·  Rusland ·  San Marino ·  Schotland ·  Servië ·  Slovenië ·  Slowakije ·  Spanje ·  Tsjechië ·  Turkije ·  Wales ·  Wit-Rusland ·  Zweden ·  Zwitserland
 Bohemen ·  Bohemen en Moravië ·  Duitse Democratische Republiek ·  Ierland ·  Joegoslavië ·  Servië en Montenegro ·  Tsjecho-Slowakije ·  GOS ·  Saarland ·  Sovjet-Unie